# Воинские звания в Вооружённых Силах СССР 1955—1991

## Изменения в званиях

### Адмирал флота и Адмирал Флота Советского Союза
Указом Президиума Верховного Совета СССР от 03.03.1955 отменено введённое указом Президиума Верховного Совета СССР 07.05.1940 высшее военно-морское звание Адмирал флота, а вместо него установлено воинское звание Адмирал Флота Советского Союза, соответствующее званию Маршал Советского Союза. Указом Президиума Верховного Совета СССР от 28.04.1962 «для достижения более полного соответствия между воинскими званиями и должностным положением высшего командного состава ВМФ СССР» звание адмирал флота было восстановлено.

### Устав внутренней службы 1960 года
Уставом внутренней службы 1960 года введено сквозное, через все ступени, разделение воинских званий офицеров с высшим и средним образованием.
Таким образом, для офицеров с высшим военно-техническим (техническим) образованием устанавливались новые воинские звания:
- младший инженер-лейтенант,
- инженер-лейтенант,
- старший инженер-лейтенант,

и подтверждались существующие:
- инженер-капитан,
- инженер-майор и т. д.

Для офицеров со средним военно-техническим (техническим) образованием оставлялись существующие с 1942 года воинские звания:
- младший техник-лейтенант,
- техник-лейтенант,
- старший техник-лейтенант,
- капитан технической службы,
- майор технической службы,
- подполковник технической службы,
- полковник технической службы.

Воинские звания генералов специальных служб (инженерно-технической, инженерно-артиллерийской, инженерно-танковой), включавшие в себя название соответствующей службы при значительном сходстве характера деятельности и выполняемых служебных обязанностей, Уставом внутренней службы 1960 года были сведены в одну — инженерно-техническую, которую включили в воинские звания генералов служб. Например, генерал-майор инженерно-технической службы.

### 1971 год
Указом Президиума Верховного Совета СССР от 18.11.1971 предпринимались четыре шага, направленные к дальнейшей унификации воинских званий. Сводились они к следующему:
1. Для всех видов Вооружённых Сил и родов войск видов ВС вводились единые категории:
  1. младшего офицерского состава, включившее в себя: от младшего лейтенанта до капитана в сухопутных войсках и авиации, от младшего лейтенанта до капитан-лейтенанта в ВМФ,
  2. старшего офицерского состава, включившее в себя: от майора до полковника в сухопутных войсках и авиации, от капитана 3 ранга до капитана 1 ранга в ВМФ,
  3. высшего офицерского состава, включившее в себя: генералы и адмиралы, маршалы и Главные маршалы авиации и родов войск, Маршалы Советского Союза, Адмиралы Советского Союза, Генералиссимус Советского Союза.
2. Для младших и старших офицеров инженерно-технической службы существовавшие ранее воинские звания, начинающиеся со слова «инженер» от инженер-лейтенанта до инженер-полковника, заменялись состоящими из общевойсковых званий младших и старших офицеров с добавлением слова «инженер» — лейтенант-инженер, старший лейтенант-инженер, капитан-инженер, майор-инженер, подполковник-инженер, полковник-инженер. Для младших и старших офицеров корабельного состава ВМФ и пограничных войск соответственно: лейтенант-инженер, старший лейтенант-инженер, капитан-лейтенант-инженер, капитан 3 ранга-инженер, капитан 2 ранга-инженер, капитан 1 ранга-инженер.
3. Для офицеров технической службы, не имеющих высшего образования, вместо существующих ранее званий младший техник-лейтенант, техник-лейтенант, старший техник-лейтенант устанавливались новые: младший лейтенант технической службы, лейтенант технической службы и старший лейтенант технической службы. Звания офицеров этой группы от капитана до полковника технической службы оставались без изменений.
4. Из воинских званий генералов технической службы исключалось наименование службы (техническая), которое заменялось словом «инженер». Например: генерал-майор-инженер, генерал-лейтенант-инженер, генерал-полковник-инженер. Для высших офицеров корабельного состава ВМФ и пограничных войск устанавливались соответственно: контр-адмирал-инженер, вице-адмирал-инженер, адмирал-инженер.

Количество званий по виду родов и войск составляло пятнадцать.

### 1972 год. Институт прапорщиков и мичманов
В добровольном порядке, сроком на два, четыре или шесть лет с продлением на последующее время до достижения пятидесятилетнего возраста, лица в возрасте не старше тридцати пяти лет могли зачисляться на сверхсрочную военную службу (старшинами подразделений, заместителями командиров взводов, на другие должности в подразделениях и штабах частей и подразделений). Так, с 01.01.1972 в Вооружённых Силах СССР был введён институт прапорщиков (в Советской Армии, береговых частях и авиации ВМФ, пограничных войсках и внутренних войсках) и мичманов (на кораблях, судах, в береговых частях обеспечения ВМФ и морских частях пограничных войск). Одновременно для старшин срочной службы кораблей, судов, в береговых частях обеспечения ВМФ и морских частях пограничных войск взамен воинского звания мичман вводилось звание главный корабельный старшина. 24.12.1980 указом Президиума Верховного Совета СССР в дополнение к установленным были установлены воинские звания старший прапорщик и старший мичман.
| Советская Армия | Военно-Морской Флот                    |
| --- | -------------------------------------- |
| Рядовой и сержантский (старшинский) состав |                                        |
| Солдаты | Матросы и солдаты                      |
| Рядовой | Матрос, рядовой                        |
| Ефрейтор | Старший матрос, ефрейтор               |
| Сержанты | Сержанты и старшины                    |
| Младший сержант | Старшина 2 статьи, младший сержант     |
| Сержант | Старшина 1 статьи, сержант             |
| Старший сержант | Главный старшина, старший сержант      |
| Старшина | Главный корабельный старшина, старшина |
| Прапорщики и мичманы (звание присваивается без указания рода войск или службы) |                                        |
| Прапорщик | Мичман, прапорщик                      |
| Младший офицерский состав |                                        |
| - Имеющим высшее военно-техническое (техническое) образование, служащие в технической службе: младший лейтенант-инженер, лейтенант-инженер, старший лейтенант-инженер, капитан(капитан-лейтенант)-инженер. - Имеющим среднее военно-техническое (техническое) образование, служащие в технической службе: младший лейтенант технической службы, лейтенант технической службы, старший лейтенант технической службы, капитан технической службы. - Воинские звания офицеров интендантской, медицинской, ветеринарной, административных служб и юстиции имеют наименование соответствующей службы. |                                        |
| Младший лейтенант | Младший лейтенант                      |
| Лейтенант | Лейтенант                              |
| Старший лейтенант | Старший лейтенант                      |
| Капитан | Капитан-лейтенант, капитан             |
| Старший офицерский состав |                                        |
| - Имеющим высшее военно-техническое (техническое) образование, служащие в технической службе: майор(капитан 3 ранга)-инженер, подполковник(капитан 2 ранга)-инженер, полковник(капитан 1 ранга)-инженер. - Имеющим среднее военно-техническое (техническое) образование, служащие в технической службе: майор технической службы, подполковник технической службы, полковник технической службы. - Воинские звания офицеров интендантской, медицинской, ветеринарной, административных (наивысшее звание в административной службе — полковник административной службы) служб и юстиции имеют наименование соответствующей службы. |                                        |
| Майор | Капитан 3 ранга, майор                 |
| Подполковник | Капитан 2 ранга, подполковник          |
| Полковник | Капитан 1 ранга, полковник             |
| Высший офицерский состав |                                        |
| - Имеющим высшее военно-техническое (техническое) образование, служащие в технической службе: генерал-майор(контр-адмирал)-инженер, генерал-лейтенант(вице-адмирал)-инженер, генерал-полковник(адмирал)-инженер. - Воинские звания генералов интендантской, медицинской, ветеринарной (наивысшее звание в ветеринарной службе — генерал-лейтенант ветеринарной службы) служб и юстиции имеют наименование соответствующей службы - Воинские звания маршалов и генералов родов войск и специальных войск имеют наименование соответствующего рода войск (специальных войск). - Звания генералов танковых войск имели приставку «…танковых войск» (генералы командовали танковыми войсками до объединения включительно), а маршал и Главный маршал — «…бронетанковых войск» (должность начальника ГАБТУ, то есть всеми ТВ ВС — Заместитель министра обороны). |                                        |
| Генерал-майор, генерал-майор авиации | Контр-адмирал, генерал-майор           |
| Генерал-лейтенант, генерал-лейтенант авиации | Вице-адмирал, генерал-лейтенант        |
| Генерал-полковник, генерал-полковник авиации | Адмирал, генерал-полковник             |
| Маршал рода войск и специальных войск, маршал авиации, генерал армии | Адмирал флота                          |
| Главный маршал рода войск и специальных войск, Главный маршал авиации | Нет                                    |
| Маршал Советского Союза | Адмирал Флота Советского Союза         |
| Генералиссимус Советского Союза |                                        |

### 1984 год
В дальнейшем вследствие стирания резкой грани между командными и инженерно-командными кадрами, сближением профиля подготовки кадров, примерно одинаковым наполнением общевойсковой армии по сравнению с танковой, назрел очередной шаг реформ и унификации воинских званий. Указ Президиума Верховного Совета СССР от 26.04.1984 внёс следующие изменения:
1. Из воинских званий генералов родов войск (артиллерии, танковых войск, инженерных войск, войск связи и технических войск) исключалось наименование рода войск кроме авиации.
2. Особые воинские звания младших, старших и высших офицеров инженерно-технического состава отменялись.
3. Упразднялись особые воинские звания офицеров интендантской, административной и технической служб.
4. Отменялись следующие воинские звания: маршал бронетанковых войск, главный маршал бронетанковых войск, главный маршал войск связи и главный маршал инженерных войск.

Таким образом, количество званий по виду родов и войск сокращалось до: общевойсковые, по авиации, артиллерии, для корабельного состава Военно-Морского Флота и пограничных войск, медицинской службы, ветеринарной службы и юстиции.
| Советская Армия                                                                                       | Военно-Морской Флот                    |
| --- | -------------------------------------- |
| Рядовой и сержантский (старшинский) состав                                                            |                                        |
| Солдаты                                                                                               | Матросы и солдаты                      |
| Рядовой                                                                                               | Матрос, рядовой                        |
| Ефрейтор                                                                                              | Старший матрос, ефрейтор               |
| Сержанты                                                                                              | Сержанты и старшины                    |
| Младший сержант                                                                                       | Старшина 2 статьи, младший сержант     |
| Сержант                                                                                               | Старшина 1 статьи, сержант             |
| Старший сержант                                                                                       | Главный старшина, старший сержант      |
| Старшина                                                                                              | Главный корабельный старшина, старшина |
| Прапорщики и мичманы (звание присваивается без указания рода войск или службы)                        |                                        |
| Прапорщик                                                                                             | Мичман, прапорщик                      |
| Старший прапорщик                                                                                     | Старший мичман, старший прапорщик      |
| Младший офицерский состав                                                                             |                                        |
| - Воинские звания офицеров медицинской службы и юстиции имеют соответствующее наименование.           |                                        |
| Младший лейтенант                                                                                     | Младший лейтенант                      |
| Лейтенант                                                                                             | Лейтенант                              |
| Старший лейтенант                                                                                     | Старший лейтенант                      |
| Капитан                                                                                               | Капитан-лейтенант, капитан             |
| Старший офицерский состав                                                                             |                                        |
| - Воинские звания офицеров медицинской службы и юстиции имеют соответствующее наименование.           |                                        |
| Майор                                                                                                 | Капитан 3 ранга, майор                 |
| Подполковник                                                                                          | Капитан 2 ранга, подполковник          |
| Полковник                                                                                             | Капитан 1 ранга, полковник             |
| Высший офицерский состав                                                                              |                                        |
| - Воинские звания генералов авиации, медицинской службы и юстиции имеют соответствующее наименование. |                                        |
| Генерал-майор,                                                                                        | Контр-адмирал, генерал-майор           |
| Генерал-лейтенант,                                                                                    | Вице-адмирал, генерал-лейтенант        |
| Генерал-полковник,                                                                                    | Адмирал, генерал-полковник             |
| Маршал артиллерии, маршал инженерных войск, маршал войск связи, маршал авиации, генерал армии         | Адмирал флота                          |
| Главный маршал артиллерии, Главный маршал авиации                                                     | Нет                                    |
| Маршал Советского Союза                                                                               | Адмирал Флота Советского Союза         |
| Генералиссимус Советского Союза                                                                       |                                        |

## Изменения в форме одежды и знаках различия

### 1955
Приказом Министерства обороны ССР № 225 в декабре 1955 года были отменены цветные канты на полевых погонах солдат и сержантов. Вместо этого были введены для них эмблемы родов войск зелёного цвета, которые размещались не в центре погона, а чуть ниже пуговицы. В связи с этим нашивки по званиям сместились немного ниже по погону. Нашивки цветов бордо и коричневый были заменены на единые красные. Эти погоны стали называться — повседневно-полевые.
Повседневные цветные погоны солдат и сержантов с декабря 1955 года также утратили цветные канты, эмблема также переместилась к пуговице, а нашивки золотистого (жёлтого) цвета для командного состава и серебристого (серовато-белого) для всех остальных также несколько сместились вниз. Эмблемы по родам войск, которые в 1955 году несколько изменили свой вид, носились цветом, одинаковым с цветом нашивок. Эти погоны остались только на парадных мундирах и шинелях. Отменены синие погоны в связи с ликвидацией кавалерии как рода войск.

### 1956
В марте 1956 года приказом министра обороны СССР № 25 звёзды генералов, эмблемы родов войск и звёзды маршалов родов войск стали золотистыми.

### 1958
К 1958 году в связи с изменением формы одежды офицеров приказом Министерства обороны СССР № 70 повседневные погоны офицеров и генералов стали зелёного цвета с рисунком, аналогичным с рисунком на золотых погонах. Звёздочки на повседневной форме сохранились золотистого и серебристого цвета.

### 1963
В 1963 году изменяются знаки различия звания старшина. Прежние, именуемые на солдатском жаргоне «старшинский молоток», заменяются широкой нашивкой, идущей вдоль погона. У старшин на повседневно-полевых погонах цвета хаки нашивка красная.

### 1969
30.05.1969 постановлением Совета Министров СССР № 417 введены изменения в форму одежды военнослужащих СА и ВМФ — вводились Правила ношения военной форма одежды военнослужащих Советской Армии и Военно-Морского Флота.

#### Подразделение формы на виды
Согласно этим правилам, военная форма одежды подразделялась на:
- парадную,
- парадно-выходную,
- повседневную,
- полевую
- рабочую (только для солдат и сержантов срочной службы).

В свою очередь, каждая из этих форм одежды подразделялась на летнюю и зимнюю.
| Воинское звание, должность                                  | Парадная | Парадно-выходная | Повседневная для строя | Повседневная вне строя | Полевая                                                                           | Рабочая                                                                                      |
| ----------------------------------------------------------- | --- | --- | --- | --- | --------------------------------------------------------------------------------- | -------------------------------------------------------------------------------------------- |
| Маршал, генерал, офицер, военнослужащий сверхсрочной службы | - при участии в парадах, - при вручении воинским частям и соединениям орденов и знамён; - при получении правительственных наград; - при личном представлении непосредственным начальникам по случаю назначения на должность, присвоении воинского звания и награждения; - при принятии военной присяги; - при назначении в состав почётного караула; - в дни годовых праздников части | - в дни праздников: в годовщины Великой Октябрьской социалистической революции, День Международной солидарности трудящихся — Первое мая, День Советской Армии и Военно-Морского флота, День Победы; - в дни участия на сессиях Верховного Совета СССР, сессиях Верховных Советов союзных республик; - на торжественных и юбилейных заседаниях, официальных приёмах, при посещении театров | - в частях, соединениях и военно-учебных заведениях — при работе непосредственно в подразделениях, а также при несении суточных нарядов                      | - при работе в штабах, управлениях и учреждениях от штаба отдельной части и выше, - на классных занятиях внутри расположения части, - в аудиториях, лабораториях и мастерских военно-учебных заведений, - в свободное от службы время | - на всех учениях в поле, стрельбах, манёврах и боевых дежурствах                 | Не вводилась                                                                                 |
| Сержант и солдат срочной службы, курсант                    | - при участии в парадах, - при вручении воинским частям и соединениям орденов и знамён; - при получении правительственных наград; - при принятии военной присяги; - при назначении в состав почётного караула; - в дни годовых праздников части | - в дни праздников: годовщины Великой Октябрьской социалистической революции, Международной солидарности трудящихся — Первое мая, Советской Армии и Военно-Морского Флота, Победы; - в дни участия на сессиях Верховного Совета СССР, сессиях Верховных Советов союзных республик; - на торжественных и юбилейных заседаниях, официальных приёмах, при посещении театров. - при увольнении из расположения части, - во время пребывания в отпуске, - также военнослужащие, не занятые по службе в праздничные и выходные дни, по окончании занятий и работ в предпраздничные и предвыходные дни | - на занятиях, - при несении суточных нарядов - в свободное от занятий время внутри расположения части, - также в других случаях по указанию командира части | - на занятиях, - при несении суточных нарядов - в свободное от занятий время внутри расположения части, - также в других случаях по указанию командира части                                                                          | - на всех учениях в поле, на стрельбах, манёврах, - при несении боевого дежурства | - при выполнении хозяйственных и строительных работ, - при обслуживании техники и вооружения |

#### Форма одежды для маршалов и генералов
Парадная форма одежды для маршалов и генералов Советской Армии сохранилась прежняя, но золотистое шитьё на рукавах мундира стало менее массивным, облегчённым. Оно выполнялось посередине передней части обшлагов для маршалов Советского Союза в виде дубовых листьев, а для маршалов родов войск и генералов в виде лавровых веток.
Шитьё начиналось в 0,5 — 1,0 см от локтевого шва и заканчивалось в 3,0 см за передним сгибом обшлага. Кроме того, по верхнему краю обшлагов вышивались двойные канты золотистого цвета, которые располагались ниже цветных кантов, установленных для родов войск (служб).
На парадной фуражке существующего образца была увеличена на 0,5 см высота тульи. Шитьё на парадных фуражках для маршалов и всех генералов также устанавливалось только золотистого цвета.
В летнюю парадно-выходную форму были внесены существенные изменения, она состояла из парадно-выходных фуражки и мундира светло-серого цвета и парадно-выходных синих брюк.
Парадно-выходная фуражка по конструкции была такой же, как и парадная, отличаясь от неё отсутствием шитья на козырьке и изменённым и несколько уменьшенным шитьём золотистого цвета на околыше:
- для маршалов Советского Союза — в виде дубовых листьев, по семь листьев с каждой стороны кокарды;
- для маршалов родов войск и генералов — в виде лавровых веток по одной ветке с каждой стороны кокарды.

Парадно-выходной мундир, как и парадный, двубортный с отложным воротником и открытыми лацканами, в верхней части которых размещаются по одной непрорезной петле. На каждом из бортов по три петли и по три форменные пуговицы золотистого цвета. Прорезные боковые карманы закрываются клапанами.
На концах воротника выполняется шитьё золотистого цвета:
- для маршалов Советского Союза — в виде дубовых листьев,
- для маршалов родов войск и генералов — в виде лавровых веток.

Посередине передней части обшлагов располагалось такое же шитьё, как и на парадном мундире. По краям воротника и обшлагов вшивались канты установленного для рода войск (службы) цвета. Погоны — нашивные.
Парадно-выходные брюки навыпуск остались существующего образца с цветными лампасами и кантами, установленными для рода войск (службы).
К парадно-выходной форме полагались белая рубашка, чёрный галстук, чёрные ботинки (полуботинки).
Повседневные кители и брюки для маршалов и генералов оставлены прежнего образца, но для повседневных брюк навыпуск и в сапоги установлен защитный цвет, а на воротнике повседневного кителя шитьё защитного цвета заменено шитьём золотистого цвета.
Существующая верхняя рубашка к повседневному кителю стала изготовляться с отложным воротником на стойке. Петли для крепления рубашки к поясу брюк были отменены.
Введено летнее шерстяное пальто защитного цвета однобортное, с поясом, с отложным воротником и открытыми лацканами, с потайной застёжкой бортов и боковыми прорезными карманами, оформленными листочками. Шов посередине спинки заканчивался разрезом (шлицей) внизу. На рукавах — хлястики с декоративной пуговицей защитного цвета. Повседневные погоны — защитного цвета. Петлицы — цветные, установленные для рода войск (службы), с кантами и шитьём золотистого цвета.
Для повседневного ношения с пальто вводится кашне защитного цвета, которое изготавливалось из лёгких шерстяных тканей или трикотажа.
При парадно-выходной форме маршалы и генералы должны были носить с пальто существующее белое кашне.
На существующем повседневном строевом снаряжении была изменена пряжка. В центре пятиконечной звезды, расположенной на рамке пряжки, помещалось накладное изображение Государственного герба СССР золотистого цвета. Поясной ремень стал застёгиваться с помощью застежной кнопки и отверстий для неё, расположенных на противоположных его концах.
В полевой форме одежды вместо гимнастёрки введён полевой шерстяной китель, такой же, как и повседневный, но с шитьём на воротнике, форменными пуговицами и знаками различия на погонах защитного цвета.
Полевые брюки в сапоги, верхняя рубашка, галстук — такие же, как и для повседневного обмундирования.
Повседневно-полевую шинель стали изготовлять из сукна стального цвета, то есть унифицировали с существующей парадно-выходной шинелью.
На полевой фуражке прежнего образца увеличена высота тульи, по краю донышка и верхнему краю околыша проложены цветные канты, установленные для рода войск (службы).
Полевое снаряжение аналогично строевому повседневному, но с пряжкой и металлической фурнитурой защитного цвета.
В летнее время разрешалось носить:
- китель и брюки на выпуск из облегчённой шерстяной ткани защитного цвета при повседневной форме одежды вне строя,
- шинель в холодную погоду,
- летнее пальто защитного цвета с кашне белого цвета при парадно-выходной и с кашне защитного цвета при повседневной и полевой формах одежды.

В зимнее время разрешалось носить:
- фуражку вместо папахи вне строя,
- шапку-ушанку из серого каракуля при низкой температуре при полевой форме одежды,
- бекешу стального цвета с серым каракулевым воротником, с погонами стального цвета и фетровые сапоги при повседневной вне строя и полевой форме одежды.

|        | Парадная | Парадно-выходная | Повседневная для строя | Повседневная вне строя | Полевая |
| ------ | --- | --- | --- | --- | --- |
| Летняя | - парадно-выходная фуражка цвета морской волны (для ВВС — синего цвета) с цветным околышем; - парадный открытый мундир цвета морской волны (для ВВС — синего цвета); - брюки на выпуск; - белая рубашка с чёрным (для ВВС — тёмно-синим) галстуком; - чёрные ботинки (полуботинки); - парадный пояс; - белые перчатки. - ордена, медали и нагрудные знаки  | - парадно-выходная фуражка серого цвета с цветным околышем; - парадно-выходной открытый мундир светло-серого цвета; - брюки на выпуск; - белая рубашка с тёмно-синим галстуком; - чёрные ботинки; - белые перчатки, - ордена, медали и нагрудные знаки                                       | - повседневная фуражка защитного цвета с цветным околышем; - открытый китель защитного цвета; - брюки защитного цвета в сапоги; - рубашка с галстуком защитного цвета; - сапоги; - повседневное снаряжение; - ленты орденов, медалей и нагрудные знаки | - повседневная фуражка защитного цвета с цветным околышем; - открытый китель защитного цвета; - брюки защитного цвета на выпуск или в сапоги; - рубашка с галстуком защитного цвета; - коричневые полуботинки или сапоги; - ленты орденов, медалей и нагрудные знак | - полевая фуражка защитного цвета; - полевой открытый китель защитного цвета; - брюки защитного цвета в сапоги; - рубашка и галстук защитного цвета; - сапоги; - полевое снаряжение; - ленты орденов, медалей и нагрудные знаки                                                                      |
| Зимняя | - папаха; - парадно-выходная шинель стального цвета; - парадный открытый мундир цвета морской волны (для ВВС — синего цвета); - брюки на выпуск; - белая рубашка с чёрным (для ВВС — тёмно-синим) галстуком; - чёрные ботинки (полуботинки); - парадный пояс к шинели; - коричневые перчатки; - белое кашне; - ордена, медали и нагрудные знаки на мундире | - папаха; - парадно-выходное пальто стального цвета; - парадно-выходная шинель стального цвета; - парадный открытый мундир; - брюки на выпуск; - белая рубашка с тёмно-синим галстуком; - чёрные ботинки; - коричневые перчатки; - белое кашне; - ордена, медали и нагрудные знаки на мундир | - папаха; - повседневно-полевая шинель стального цвета; - открытый китель защитного цвета; - брюки защитного цвета в сапоги; - рубашка и галстук защитного цвета; - сапоги; - повседневное снаряжение; - ордена, медали и нагрудные знаки на кителе    | - папаха; - повседневно-полевая шинель стального цвета; - открытый китель защитного цвета; - брюки защитного цвета на выпуск или в сапоги; - рубашка и галстук защитного цвета; - коричневые полуботинки или сапоги; - ордена, медали и нагрудные знаки на кителе   | - папаха; - повседневно-полевая шинель стального цвета; - полевой открытый китель защитного цвета; - брюки защитного цвета в сапоги; - рубашка и галстук защитного цвета; - сапоги; - полевое снаряжение; - коричневые перчатки; - серое кашне; - ленты орденов, медалей и нагрудные знаки на кителе |

#### Для офицеров и военнослужащих сверхсрочной службы
Парадное и парадно-выходное обмундирование (фуражка, мундир и брюки) для офицеров и военнослужащих сверхсрочной службы (кроме авиации и воздушно-десантных войск) установлено цвета морской волны, а для офицеров и военнослужащих сверхсрочной службы авиации и воздушно-десантных войск синего.
На парадно-выходной фуражке прежней конструкции увеличена на 0,5 см высота тульи. Эмблема к кокарде стала более вытянутой в результате увеличения до восьми с каждой стороны числа колосьев в венке.
Сохранился прежний покрой парадно-выходного мундира. По верхнему краю обшлагов прокладывались цветные канты, установленные для рода войск (службы). На внешней стороне левого рукава мундира военнослужащих сверхсрочной службы стали нашиваться нарукавный знак, установленный для рода войск (службы), на расстоянии 12 см от верхней точки оката рукава и нашивки по годам сверхсрочной службы на расстоянии 7 см от верхнего края обшлага.
Верхняя рубашка к мундиру установлена белая с отложным пришивным воротником, без погон. Рубашка до низа застёгивалась на пуговицы. Рукава одношовные с разрезом внизу и манжетами, застёгивающимися на пуговицы. На спинке настрачивалась кокетка. Низ рубашки оформлен разрезами по бокам с закруглёнными краями.
К рубашке полагался чёрный (в авиации и воздушно-десантных войсках — синий) галстук.
Повседневное обмундирование для офицеров и военнослужащих сверхсрочной службы осталось прежним, за исключением брюк в сапоги и навыпуск, для которых установлен защитный цвет.
Верхние рубашки к кителю офицерского состава и военнослужащих сверхсрочной службы вводятся с такими же изменениями, как и для генералов. Двубортное летнее пальто стального цвета заменяется летним пальто защитного цвета такой же конструкции, как для маршалов и генералов, которое офицеры стали носить с погонами защитного цвета, с цветными суконными петлицами, установленными для рода войск (службы), и с кашне защитного цвета при летней повседневной форме вне строя и с белым кашне при летней парадно-выходной форме.
В полевой форме одежды гимнастёрки заменены полевыми шерстяными и хлопчатобумажными кителями защитного цвета. Полевые кители изготовлялись единой конструкции: они были однобортные, закрытые, с отложным воротником, застёгивающимся крючком на петлю. На концах воротника нашивались петлицы из сукна защитного цвета (длиной 6,5 см, шириной 2,7 см), на верхнем конце которых размещали металлические эмблемы рода войск (службы) защитного цвета. Полочки кителя с поперечными прорезными боковыми карманами с клапанами застёгивались левым бортом на пять форменных пуговиц защитного цвета. Посередине спинки проходил шов. Рукава шерстяного кителя заканчивались обшлагами, а хлопчатобумажного — манжетами. Погоны — нашивные, защитного цвета, со знаками различия по воинским званиям (защитного цвета) для офицеров и красными нашивками для военнослужащих сверхсрочной службы.
Брюки в сапоги полевые шерстяные и хлопчатобумажные остались существующего образца. На шерстяных брюках для унификации с повседневными брюками в сапоги были введены цветные канты, установленные для рода войск (службы).
В воздушно-десантных войсках для офицеров и военнослужащих сверхсрочной службы введён летний хлопчатобумажный китель защитного цвета такой же конструкции, как полевой, но открытый, с застёжкой на четыре форменные пуговицы золотистого цвета и голубыми петлицами на концах воротника, на которых крепились эмблемы воздушно-десантных войск золотистого цвета. Погоны нашивные защитного цвета.
За счёт продления срока носки полевой фуражки с трёх до четырёх лет офицерам и военнослужащим сверхсрочной службы воздушно-десантных войск был также введён шерстяной голубой берет, на котором спереди размещалась кокарда с эмблемой образца, существующего для повседневной фуражки офицеров авиации и воздушно-десантных войск.
Вновь введённые берет, летний открытый хлопчатобумажный китель с тельняшкой, брюки защитного цвета в сапоги, сапоги и снаряжение по указанию командира части десантникам разрешалось носить при повседневной и полевой летней форме одежды.
Офицеры и военнослужащие сверхсрочной службы, проходящие службу в районах с жарким климатом, получили летний хлопчатобумажный открытый китель защитного цвета такой же конструкции, как и для десантников, но с петлицами, эмблемами и форменными пуговицами защитного цвета. С полевой фуражкой или панамой, с брюками в сапоги или прямого покроя защитного цвета, с сапогами или ботинками (полуботинками) и снаряжением его разрешалось по указанию командира части носить при летней повседневной и полевой форме одежды. Летний китель был введён вместо рубашки с короткими рукавами, которая, как показал опыт её эксплуатации в жарких районах, оказалась непригодной, поскольку открытые части рук подвергались солнечным ожогам и укусам насекомых и она была неудобной при выполнении различных тактико-строевых приёмов с оружием и при обслуживании военной техники.
Разрешалось носить в летнее время:
- шинель в холодную погоду,
- летнее пальто защитного цвета (офицерам) с кашне белого цвета при парадно-выходной и с кашне защитного цвета при повседневной вне строя формах одежды.

Разрешалось носить в зимнее время:
- парадно-выходную шинель стального цвета (офицерам, при повседневной форме одежды вне строя),
- фуражку вместо шапки-ушанки (папахи) (офицерам в звании полковник, вне строя),
- шапку-ушанку вместо папахи офицерам в звании полковник при низкой температуре при полевой форме одежды.

|        | Парадная | Парадно-выходная | Повседневная для строя | Повседневная вне строя | Полевая |
| ------ | --- | --- | --- | --- | --- |
| Летняя | - парадно-выходная фуражка цвета морской волны (для ВВС — синего цвета) с цветным околышем; - открытый парадно-выходной мундир цвета морской волны (для ВВС — синего цвета); - брюки на выпуск (для ВВС), брюки в сапоги (для остальных родов войск); - белая рубашка с галстуком чёрного (для ВВС — тёмно-синего цвета) цвета; - чёрные ботинки (полуботинки); - парадный пояс; - белые перчатки. - ордена, медали и нагрудные знаки                               | - парадно-выходная фуражка цвета морской волны (для ВВС — синего цвета) с цветным околышем; - открытый парадно-выходной мундир цвета морской волны (для ВВС — синего цвета); - брюки на выпуск; - белая рубашка с галстуком чёрного (для ВВС — тёмно-синего цвета) цвета; - чёрные ботинки (полуботинки); - ленты орденов, медалей и нагрудные знаки | - повседневная фуражка защитного цвета с цветным околышем; - открытый китель защитного цвета; - брюки защитного цвета в сапоги; - рубашка и галстук защитного цвета; - сапоги; - снаряжение (при необходимости — с полевой сумкой); - ленты орденов, медалей и нагрудные знаки                          | - повседневная фуражка защитного цвета с цветным околышем; - открытый китель защитного цвета; - брюки защитного цвета на выпуск или в сапоги; - рубашка и галстук защитного цвета; - чёрные ботинки (полуботинки, у полковников — полуботинки коричневого цвета) или сапоги; - ленты орденов, медалей и нагрудные знаки | - полевая фуражка защитного цвета; - полевой китель защитного цвета; - брюки защитного цвета в сапоги; - сапоги; - снаряжение; - ленты орденов, медалей и нагрудные знаки; В районах с жарким климатом разрешалось носить, по указанию командира (начальника), при летней форме одежды полевую фуражку или панаму, летний полевой открытый хлопчатобумажный китель и брюки прямого покроя защитного цвета, чёрные ботинки (полуботинки) и снаряжение |
| Зимняя | - шапка-ушанка (полковникам — папаха); - парадно-выходная шинель стального цвета (для военнослужащих сверхсрочной службы — шинель тёмно-серого цвета); - открытый парадно-выходной мундир цвета морской волны (для ВВС — синего цвета); - брюки на выпуск; - белая рубашка с галстуком чёрного (для ВВС — тёмно-синего цвета) цвета; - чёрные ботинки (полуботинки); - парадный пояс к шинели; - коричневые перчатки; - ордена, медали и нагрудные знаки на мундире | - шапка-ушанка (полковникам — папаха); - парадно-выходная шинель стального цвета (для военнослужащих сверхсрочной службы — шинель тёмно-серого цвета); - открытый парадно-выходной мундир цвета морской волны (для ВВС — синего цвета); - брюки на выпуск; - белая рубашка с галстуком чёрного (для ВВС — тёмно-синего цвета) цвета; - чёрные ботинки (полуботинки); - парадный пояс к шинели; - коричневые перчатки; - ленты орденов, медалей и нагрудные знаки на мундире | - шапка-ушанка (полковникам — папаха); - повседневно-полевая шинель тёмно-серого цвета; - открытый китель защитного цвета; - брюки защитного цвета в сапоги; - рубашка и галстук защитного цвета; - сапоги; - коричневые перчатки; - серое кашне; - ленты орденов и медалей и нагрудные знаки на кителе | - шапка-ушанка (полковникам — папаха); - повседневно-полевая шинель тёмно-серого цвета; - открытый китель защитного цвета; - брюки защитного цвета на выпуск или в сапоги; - рубашка и галстук защитного цвета; - чёрные ботинки (полуботинки, у полковников — полуботинки коричневого цвета) или сапоги; - коричневые перчатки; - серое кашне; - ленты орденов, медалей и нагрудные знаки При ношении кителя с брюками в сапоги обязательно носилось повседневное снаряжение | - шапка-ушанка (полковникам — папаха); - повседневно-полевая шинель тёмно-серого цвета; - полевой закрытый китель; - брюки защитного цвета в сапоги; - сапоги; - снаряжение на шинели; - коричневые перчатки; - серое кашне; - ленты орденов, медалей и нагрудные знаки на гимнастёрке |

#### Форма одежды офицеров-женщин и женщин, принятых на военную службу на должности сержантов и солдат
Парадно-выходное обмундирование для них (мундир, юбка, берет) осталось прежнего образца, но для него установлен цвет морской волны (в авиации и воздушно-десантных войсках — синий). На парадно-выходном мундире по верхнему краю обшлагов введены цветные канты, установленные для рода войск (службы). К парадно-выходному мундиру введены верхние белые рубашки и чёрный (в авиации и воздушно-десантных войсках — тёмно-синий) галстук.
Повседневное обмундирование для женщин-военнослужащих также осталось существующего образца, но для повседневных берета и юбки устанавливался защитный цвет вместо синего.
Предметы полевого обмундирования были изменены только для женщин, принятых на военную службу на должности сержантов и солдат, для которых взамен гимнастёрки был введён полевой хлопчатобумажный китель защитного цвета закрытый, с отложным воротником, на концах которого размещались петлицы и эмблемы защитного цвета. Погоны — нашивные защитного цвета. Китель по внешнему виду и конструкции был таким же, как полевой хлопчатобумажный китель для военнослужащих сверхсрочной службы, отличаясь от него только наличием нагрудных и передних талиевых вытачек.
Разрешалось носить в летнее время:
- пальто парадно-выходное или повседневно-полевое при летней форме одежды в холодную погоду,
- летнее пальто защитного цвета (женщинам-офицерам) с кашне белого цвета при парадно-выходной и с кашне защитного цвета при повседневной вне строя формах одежды,
- женщинам, принятым на военную службу на должности сержантов и солдат — китель полевой закрытый с юбкой защитного цвета вместо платья при полевой форме одежды.

Разрешалось носить в зимнее время:
- парадно-выходное пальто стального цвета (офицерам-женщинам) при повседневной форме одежды вне строя,
- пристяжной меховой воротник к парадно-выходному и повседневно-полевому пальто (женщинам-офицерам, вне строя),
- берет вместо меховой шапки вне строя.

|        | Парадная | Парадно-выходная                                                                | Повседневная для строя                                                                          | Повседневная вне строя | Полевая |
| ------ | --- | ------------------------------------------------------------------------------- | ----------------------------------------------------------------------------------------------- | --- | --- |
| Летняя | - парадно-выходной берет цвета морской волны (для ВВС — синего цвета); - открытый парадно-выходной мундир цвета морской волны (для ВВС — синего цвета); - юбка цвета морской волны (для ВВС — синего цвета); - белая рубашка с галстуком чёрного цвета (для ВВС — тёмно-синего цвета); - чёрные туфли; - светло-коричневые чулки; - белые перчатки. - ордена, медали и нагрудные знаки | - Та же, что и для строя, но вместо орденов и медалей — ленты орденов и медалей | - Та же, что и вне строя, но со снаряжением                                                     | - повседневный берет защитного цвета; - открытый китель защитного цвета; - юбка защитного цвета; - рубашка и галстук защитного цвета; - чёрные туфли; - светло-коричневые чулки; - ленты орденов, медалей и нагрудные знаки                                                                                         | - берет защитного цвета; - платье защитного цвета; - сапоги; - светло-коричневые чулки; - снаряжение; - ленты орденов, медалей и нагрудные знаки                                                                                 |
| Зимняя | - меховая шапка; - парадно-выходное пальто стального цвета (женщинам, принятым на военную службу на должности сержантов и солдат — тёмно-серого цвета); - открытый парадно-выходной мундир цвета морской волны (для ВВС — синего цвета); - юбка цвета морской волны (для ВВС — синего цвета); - белая рубашка с галстуком чёрного цвета (для ВВС — тёмно-синего цвета); - чёрные ботинки или туфли; - светло-коричневые чулки; - коричневые перчатки. - ордена, медали и нагрудные знаки на мундире | - Та же, что и для строя, но вместо орденов и медалей — ленты орденов и медалей | - Та же, что и вне строя, но со снаряжением и в зимнее время сапогами вместо ботинок или туфель | - меховая шапка; - повседневно-полевое пальто тёмно-серого цвета; - открытый китель защитного цвета; - юбка защитного цвета; - рубашка и галстук защитного цвета; - чёрные ботинки или туфли; - светло-коричневые чулки; - коричневые перчатки; - серое кашне; - ленты орденов, медалей и нагрудные знаки на кителе | - меховая шапка; - повседневно-полевое пальто; - шерстяное платье защитного цвета; - сапоги; - светло-коричневые чулки; - снаряжение; - коричневые перчатки; - серое кашне; - ленты орденов, медалей и нагрудные знаки на платье |

#### Форма одежды рядового и сержантского состава срочной службы, курсантов военных училищ
Для рядового и сержантского состава срочной службы вводится парадная и парадно-выходная форма одежды с открытым мундиром, верхней рубашкой и галстуком.
Вместо шерстяного закрытого мундира установлен парадно-выходной шерстяной открытый мундир защитного цвета, однобортный, с отложным воротником. На концах воротника размещались цветные петлицы. Поперечные боковые прорезные карманы на полочках закрывались клапанами. Мундир застёгивался левым бортом на четыре форменные пуговицы золотистого цвета. Спинка — со швом посередине, без шлицы. Рукава — двухшовные, заканчивались прямыми обшлагами. Погоны — нашивные установленного для рода войск (службы) цвета. На погонах сержантов и солдат срочной службы на расстоянии 15 мм от нижнего края располагались буквы «СА» золотистого цвета высотой 32 мм.
На внешней стороне в 12 см от верхней точки левого рукава мундира нашивался нарукавный знак, установленный для рода войск (службы) такого же образца, как и для военнослужащих сверхсрочной службы, а для курсантов военных училищ, кроме того, на 1 см ниже нарукавного знака — нашивки по годам обучения.
Нашивки представляли собой полоски из галуна золотистого цвета шириной 10 мм, которые нашивались на расстоянии 3 мм одна от другой на клапан из красного (в авиации и воздушно-десантных войсках — голубого) сукна. Расстояние от верхнего и нижнего краёв клапана до галуна — 5 мм. В зависимости от курса обучения курсанты носили от одной до шести нашивок.
Петлицы к парадно-выходному мундиру имели вид параллелограмма длиной 6,3 см, шириной 2,7 см из цветного сукна, установленного для рода войск (службы), с кантом золотистого цвета. На верхнем конце петлиц размещались эмблемы рода войск (службы) золотистого цвета.
К мундиру введены парадно-выходные шерстяные брюки защитного цвета прямого покроя, которые можно было при парадной форме одежды носить заправленными в сапоги, а при парадно-выходной — навыпуск, с чёрными ботинками.
Верхняя рубашка с погонами и галстук защитного цвета для ношения с мундиром вводились такие же, как верхняя рубашка и галстук к повседневному кителю офицеров и военнослужащих сверхсрочной службы.
Парадно-выходная фуражка осталась существующего образца защитного цвета, с цветными околышами, установленными для рода войск (службы). Увеличилась лишь на 0,5 см высота тульи.
Улучшился покрой солдатских шинелей, их стали шить более прилегающими в талии и из несколько утемнённого сукна с повышенным содержанием шерстяного волокна и вложением 10 % капрона вместо хлопка, что позволило значительно улучшить их внешний вид, теплозащитные и эксплуатационные свойства. Поскольку шинель, как зимний предмет одежды, входит в состав парадной, парадно-выходной, повседневной и полевой формы, в целях улучшения внешнего вида военнослужащих срочной службы было принято решение носить её при всех формах одежды с нашивными цветными суконными погонами и петлицами, установленными для рода войск (службы), и пятью декоративными форменными пуговицами спереди посередине левой полочки.
Форменные пуговицы и эмблемы рода войск (службы) на петлицах устанавливались золотистого цвета. На левом рукаве шинели, так же как и на парадно-выходном мундире, нашивался нарукавный знак, установленный для рода войск (службы), а для курсантов военных училищ, кроме того, — и нашивки по годам обучения. На погонах сержантов и солдат, как и на парадно-выходном мундире, размещались буквы «СА». Исключение составляла полевая форма одежды в военное время и на общевойсковых манёврах, при которой к шинели полагались погоны, петлицы и эмблемы защитного цвета, её носили без нарукавного знака, букв «СА» на погонах и декоративных пуговиц.
Для повседневного ношения военнослужащим срочной службы и курсантам военных училищ был введён на снабжение повседневный шерстяной или хлопчатобумажный китель защитного цвета, однобортный, закрытый (в воздушно-десантных войсках — хлопчатобумажный открытый), с отложным воротником. На концах воротника нашивались цветные петлицы с эмблемами рода войск (службы) золотистого цвета. Полочки с поперечными прорезными боковыми карманами, закрытыми клапанами, застёгивались на пять (в воздушно-десантных войсках — на четыре) форменных пуговиц. Манжеты на рукавах застёгивались на две форменные пуговицы. Спинка — со швом посередине. На китель нашивались погоны установленного для рода войск (службы) цвета. На левом рукаве открытого кителя сержантов, солдат и курсантов воздушно-десантных войск нашивался нарукавный знак воздушно-десантных войск. Суконные или хлопчатобумажные цветные петлицы без кантов имели такие же форму и размеры, как петлицы к полевому кителю офицеров.
Согласно установленным нормам шерстяные кители в комплекте с повседневными шерстяными брюками в сапоги предназначались для обеспечения только курсантов военных училищ, сержантов и солдат срочной службы в районах с особо холодным климатом, за границей, в войсках Московского гарнизона, а также сержантов и солдат штатных военных оркестров во всех климатических районах. Этим категориям военнослужащих выдавался один хлопчатобумажный комплект в год, военнослужащим же, которым не было положено шерстяное повседневное обмундирование, — по два хлопчатобумажных комплекта в год.
Для сержантов, солдат и курсантов военных училищ воздушно-десантных войск введён такой же шерстяной голубой берет, как и для офицеров воздушно-десантных войск, но с пятиконечной красной звездой и эмблемой, как на парадно-выходной фуражке.
Красный флажок с эмблемой ВДВ на рисунке в приказе отсутствовал, но, несмотря на это, носился на левой стороне беретов военнослужащими гвардейских частей, а на парадах в Москве перемещался на правую сторону. Идея ношения флажков принадлежала В. Ф. Маргелову. В отличие от флажка голубого цвета на малиновом берете, размеры которого были указаны в технических условиях на изготовление, красные флажки изготавливались в каждой части самостоятельно и не имели единого образца.
Берет, открытый китель и брюки защитного цвета, тельняшка (выдавалась вместо нательной рубашки), сапоги и поясной ремень эти категории военнослужащих носили в качестве повседневной формы одежды.
В комплект полевого обмундирования военнослужащих срочной службы вместо гимнастёрки был введён такой же полевой закрытый китель защитного цвета, как и повседневный, но с погонами, петлицами, эмблемами и пуговицами защитного цвета. Военнослужащие срочной службы в районах с жарким климатом вместо рубашки с короткими рукавами получили такой же летний хлопчатобумажный китель, как и офицеры. Этот китель с панамой, брюками защитного цвета прямого покроя или с брюками в сапоги, чёрными ботинками или сапогами и поясным ремнём по указанию командира (начальника) разрешалось носить в районах с жарким климатом при летней повседневной и полевой форме одежды.
В связи с тем, что полевой закрытый и летний открытый хлопчатобумажные кители одновременно являлись предметами и повседневной формы военнослужащих срочной службы, министром обороны СССР было принято решение носить их с погонами, петлицами, форменными пуговицами и эмблемами, установленными для повседневной формы, а на общевойсковых манёврах и в военное время — с погонами, петлицами, пуговицами и эмблемами защитного цвета. Это решение в последующем нашло отражение в Правилах ношения военной формы одежды военнослужащими.
В целях сохранения и содержания в опрятном состоянии повседневного обмундирования военнослужащим срочной службы введён комплект летнего рабочего обмундирования, состоявший из хлопчатобумажных куртки и брюк защитного цвета, предназначенный для ношения при выполнении хозяйственных и строительных работ, а также при обслуживании техники и вооружения. Рабочая куртка первоначально была однобортной, с отложным воротником без петлиц, с потайной застёжкой и двумя прорезными нагрудными карманами, закрытыми клапанами. Рукава — прямые, без манжет, с хлястиками. Погоны — нашивные, с эмблемами защитного цвета. Брюки в сапоги были идентичны повседневным. В последующем рабочая куртка имела такую же конструкцию, как повседневный китель. Возможность их взаимозаменяемости позволила более рационально использовать рабочий и повседневный комплекты обмундирования и значительно улучшить внешний вид военнослужащих срочной службы.
В зимний комплект рабочего обмундирования дополнительно входили ватная однобортная куртка, шапка-ушанка и тёплые перчатки существующих образцов.
Было принято решение парадно-выходное шерстяное обмундирование, в том числе и шинели, для курсантов военных училищ Советской Армии шить из более качественных тканей, как для младших офицеров и военнослужащих сверхсрочной службы, а с 1972 года они стали получать юфтевые сапоги офицерского образца, верхние рубашки из улучшенной ткани и носить на шинелях такие же нарукавные нашивки по годам обучения, как и на парадно-выходных мундирах.
|        | Парадная | Парадно-выходная | Повседневная для строя | Повседневная вне строя | Полевая | Рабочая |
| ------ | --- | --- | --- | --- | --- | --- |
| Летняя | - парадно-выходная фуражка защитного цвета с цветным околышем; - открытый парадно-выходной мундир защитного цвета; - брюки прямого покроя защитного цвета в сапоги; - рубашка и галстук защитного цвета; - сапоги; - поясной ремень; - коричневые перчатки. - ордена, медали и нагрудные знаки | - парадно-выходная фуражка защитного цвета с цветным околышем; - открытый парадно-выходной мундир защитного цвета; - брюки прямого покроя защитного на выпуск; - рубашка и галстук защитного цвета; - чёрные ботинки; - ленты орденов, медалей и нагрудные знаки                                            | - повседневная фуражка защитного цвета с цветным околышем; - закрытый китель защитного цвета; - брюки защитного цвета в сапоги; - сапоги; - ленты орденов, медалей и нагрудные знаки                                          | - повседневная фуражка защитного цвета с цветным околышем; - закрытый китель защитного цвета; - брюки защитного цвета в сапоги; - сапоги; - ленты орденов, медалей и нагрудные знаки                                          | - пилотка (в жарких районах — панама) защитного цвета; - закрытый китель защитного цвета; - брюки защитного цвета в сапоги; - сапоги; - поясной ремень; - ленты орденов, медалей и нагрудные знаки - На занятиях в поле и на учениях полевая форма одежды носится с полевым снаряжением и полевой сумкой (кому положено по норме). - В районах с жарким климатом разрешается носить, по указанию командира (начальника), при повседневной и полевой летних формах одежды открытый хлопчатобумажный китель с брюками защитного цвета прямого покроя с ботинками, панамой, и поясным ремнём. - По указанию командира части (подразделения) разрешается носить плащ-палатку в ненастную погоду на полевых занятиях, учениях и манёврах, и шинель — при летней форме одежды в холодную погоду. | - пилотка (в жарких районах — панама) защитного цвета; - рабочая куртка защитного цвета; - брюки защитного цвета в сапоги; - сапоги; - поясной ремень                                 |
| Зимняя | - шапка-ушанка; - шинель серого цвета; - открытый парадно-выходной мундир защитного цвета; - брюки прямого покроя защитного цвета в сапоги; - рубашка и галстук защитного цвета; - сапоги; - поясной ремень к шинели; - коричневые перчатки. - ордена, медали и нагрудные знаки на мундире     | - шапка-ушанка; - шинель серого цвета; - открытый парадно-выходной мундир защитного цвета; - брюки прямого покроя защитного цвета на выпуск; - рубашка и галстук защитного цвета; - чёрные ботинки; - поясной ремень к шинели; - коричневые перчатки. - ленты орденов, медалей и нагрудные знаки на мундире | - шапка-ушанка; - шинель серого цвета; - закрытый китель защитного цвета; - брюки защитного цвета в сапоги; - сапоги; - коричневые перчатки; - поясной ремень к шинели; - ленты орденов и медалей и нагрудные знаки на кителе | - шапка-ушанка; - шинель серого цвета; - закрытый китель защитного цвета; - брюки защитного цвета в сапоги; - сапоги; - коричневые перчатки; - поясной ремень к шинели; - ленты орденов и медалей и нагрудные знаки на кителе | - шапка-ушанка; - повседневно-полевая шинель тёмно-серого цвета; - гимнастёрка защитного цвета; - брюки защитного цвета в сапоги; - сапоги; - снаряжение; - коричневые перчатки; - серое кашне; - ленты орденов, медалей и нагрудные знаки на гимнастёрке | - шапка-ушанка; - шинель серого цвета или ватная однобортная куртка; - рабочая куртка защитного цвета; - брюки защитного цвета в сапоги; - сапоги; - коричневые перчатки или рукавицы |

#### Форма одежды воспитанников суворовских училищ
Введён однобортный шерстяной парадно-выходной чёрный мундир, аналогичный существующему, но с отложным воротником, на концах которого размещались красные петлицы с белым кантом. Мундир застёгивался на пять форменных пуговиц, на полочках имелись боковые прорезные карманы с клапанами. По верхнему краю обшлагов проложен красный кант. На мундир нашивались погоны из красного сукна с белым кантом, представлявшие собой прямоугольник со скошенным верхним концом. На внешней стороне левого рукава крепился нарукавный знак с эмблемой мотострелковых войск.
Для повседневного ношения суворовцам установлены чёрный шерстяной китель, по внешнему виду и конструкции идентичный новому парадно-выходному мундиру, но без нарукавного знака и повседневный летний китель из льняного полотна, однобортный, с отложным воротником, без петлиц, с застёжкой на пять форменных пуговиц золотистого цвета, с боковыми прорезными карманами, закрытыми клапанами, рукава с обшлагами, без кантов, погоны существующего образца — съёмные.
На околышах фуражек суворовцев крепилась такая же звезда с эмблемой, как на фуражках сержантов и солдат срочной службы.
На полочки шинелей стали нашивать пять декоративных форменных пуговиц вместо шести.
Остальные предметы обмундирования для суворовцев остались прежнего образца.

#### Нарукавный знак
Нарукавный знак (ошибочно именовавшийся в обиходе шевроном) представлял собой контурный щит золотистого цвета на клапане из цветного сукна, присвоенного роду войск (службе), на котором изображалась эмблема рода войск (службы) золотистого цвета и пятиконечная красная звезда с серпом и молотом золотистого цвета, которая отсутствовала на нарукавных знаках с общевойсковой эмблемой.
Размер знака 7,2×5,5 см. Нашивался по оси левого рукава так, чтобы верхний край знака находился на расстоянии 12 см от внешнего края погона. В отдельных случаях, как правило, на парадах, нашивался и на правый рукав, поскольку прохождение маршем проходило в положении «равнение направо» и нарукавные знаки на левом рукаве были не видны лицам, принимающим парад.

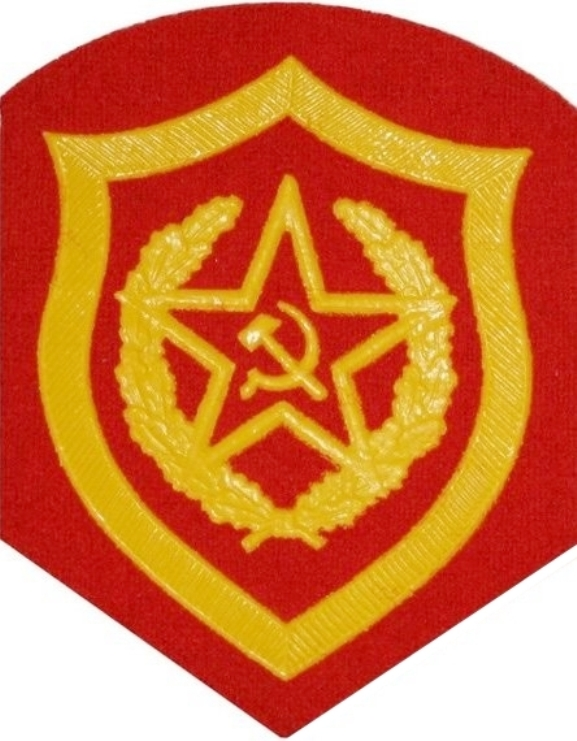
Мотострелковые войска (общевойсковой)
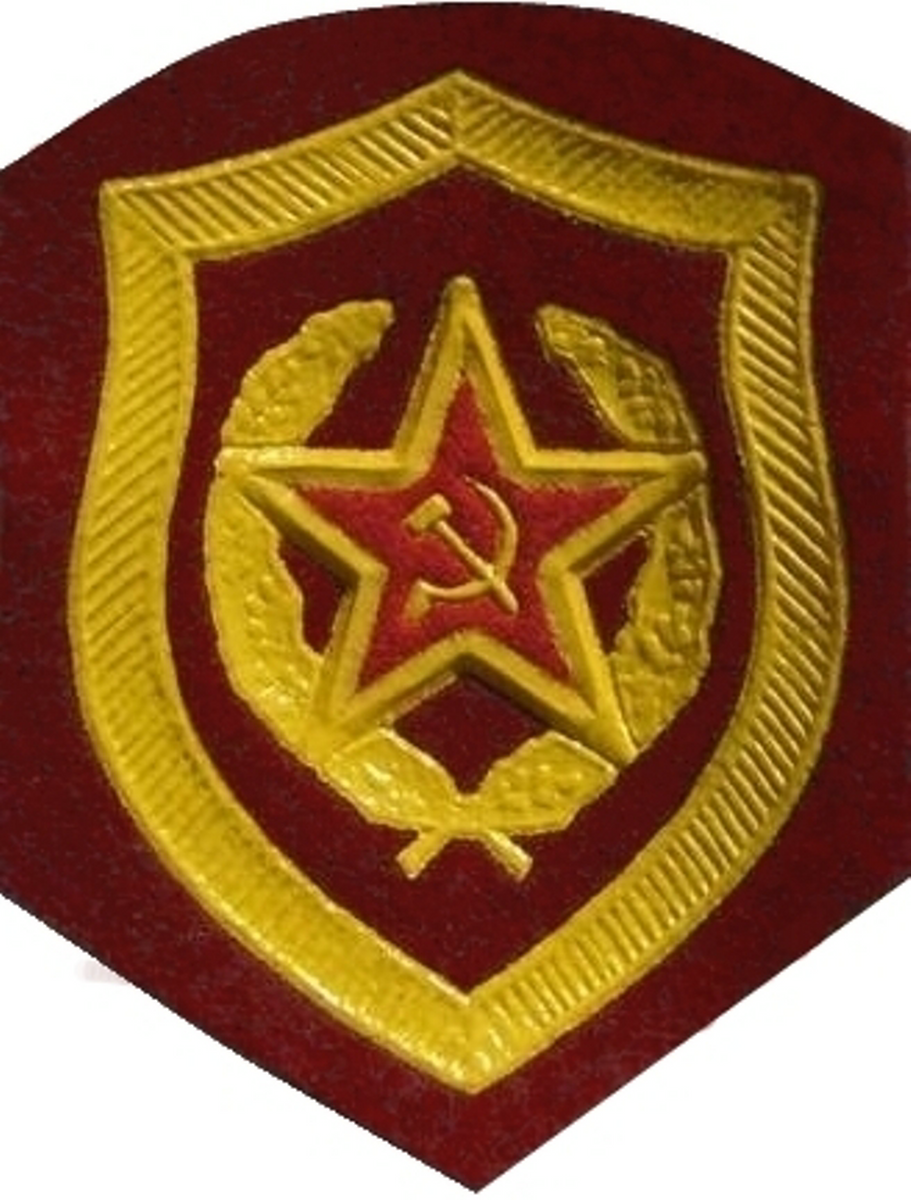
Внутренние войска МВД СССР (краповый фон)
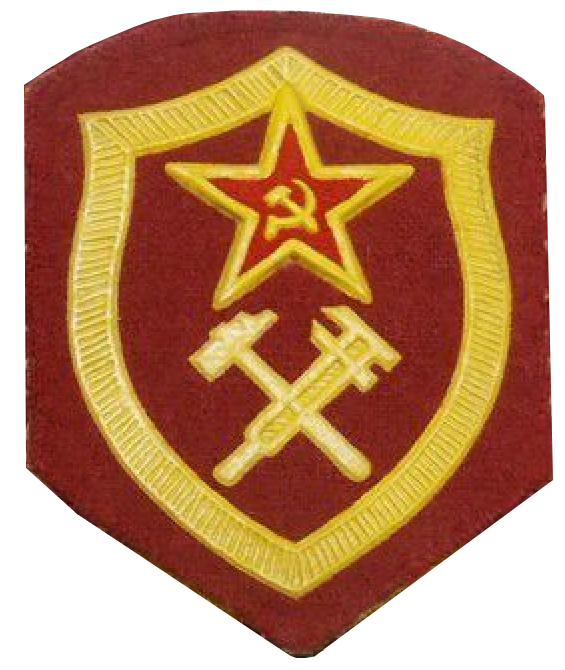
Военизированная пожарная охрана (ВПО) МВД СССР Курсанты Пожарно-Технических Училищ  МВД СССР (краповый фон)
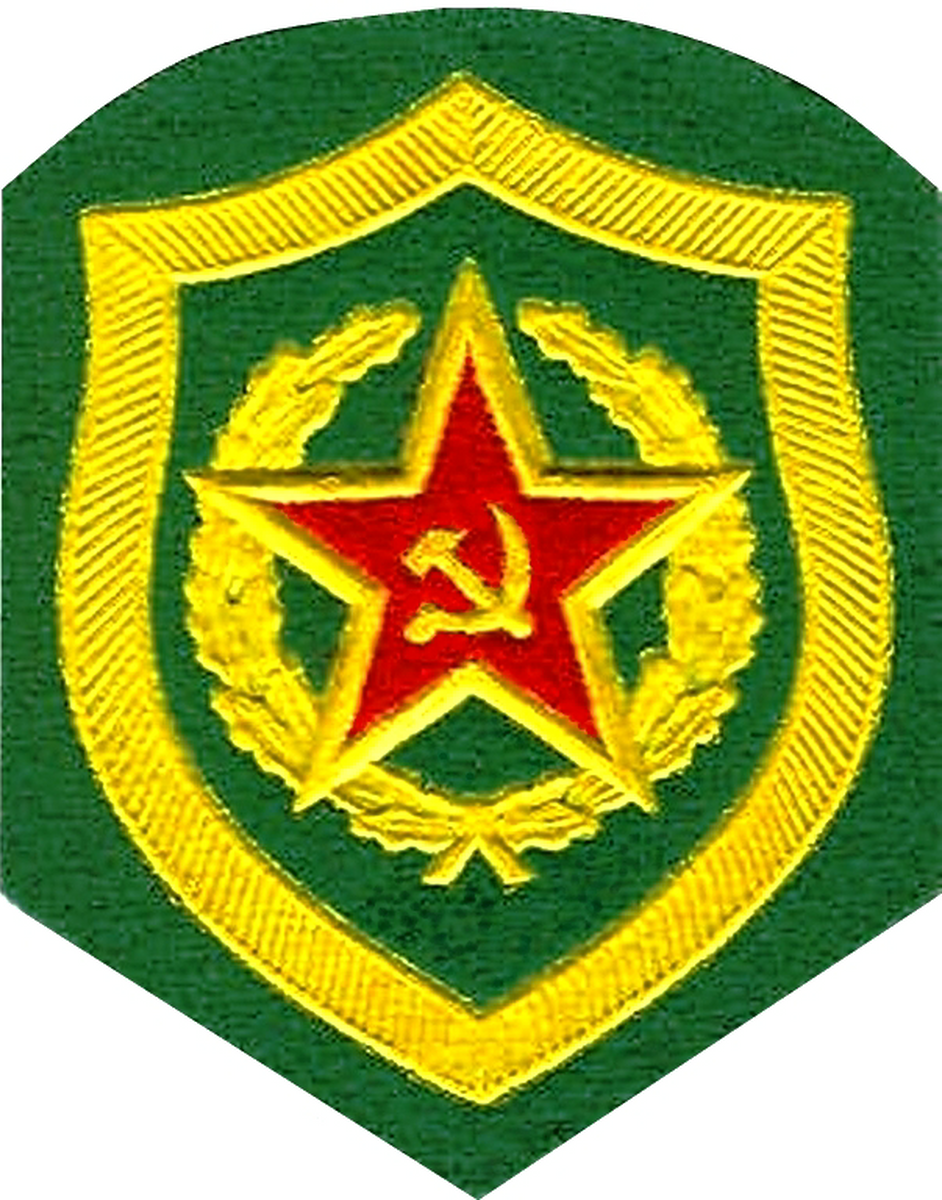
Пограничные войска КГБ СССР
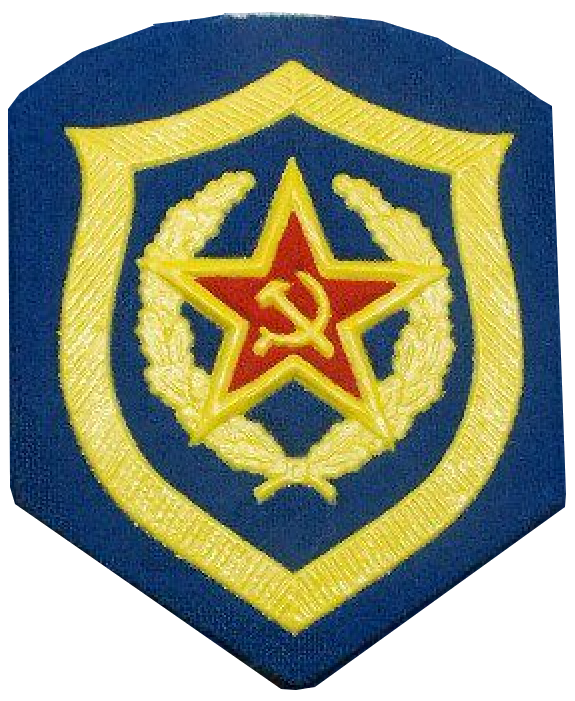
Части КГБ СССР (васильковый фон)
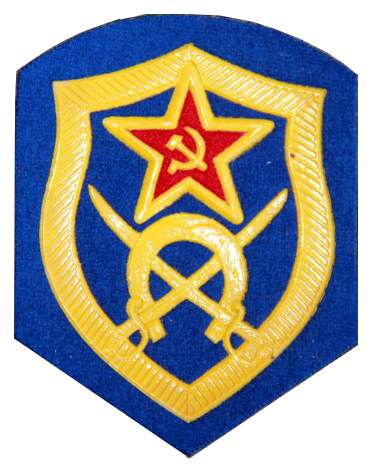
11-й отдельный кавалерийский полк (васильковый фон)
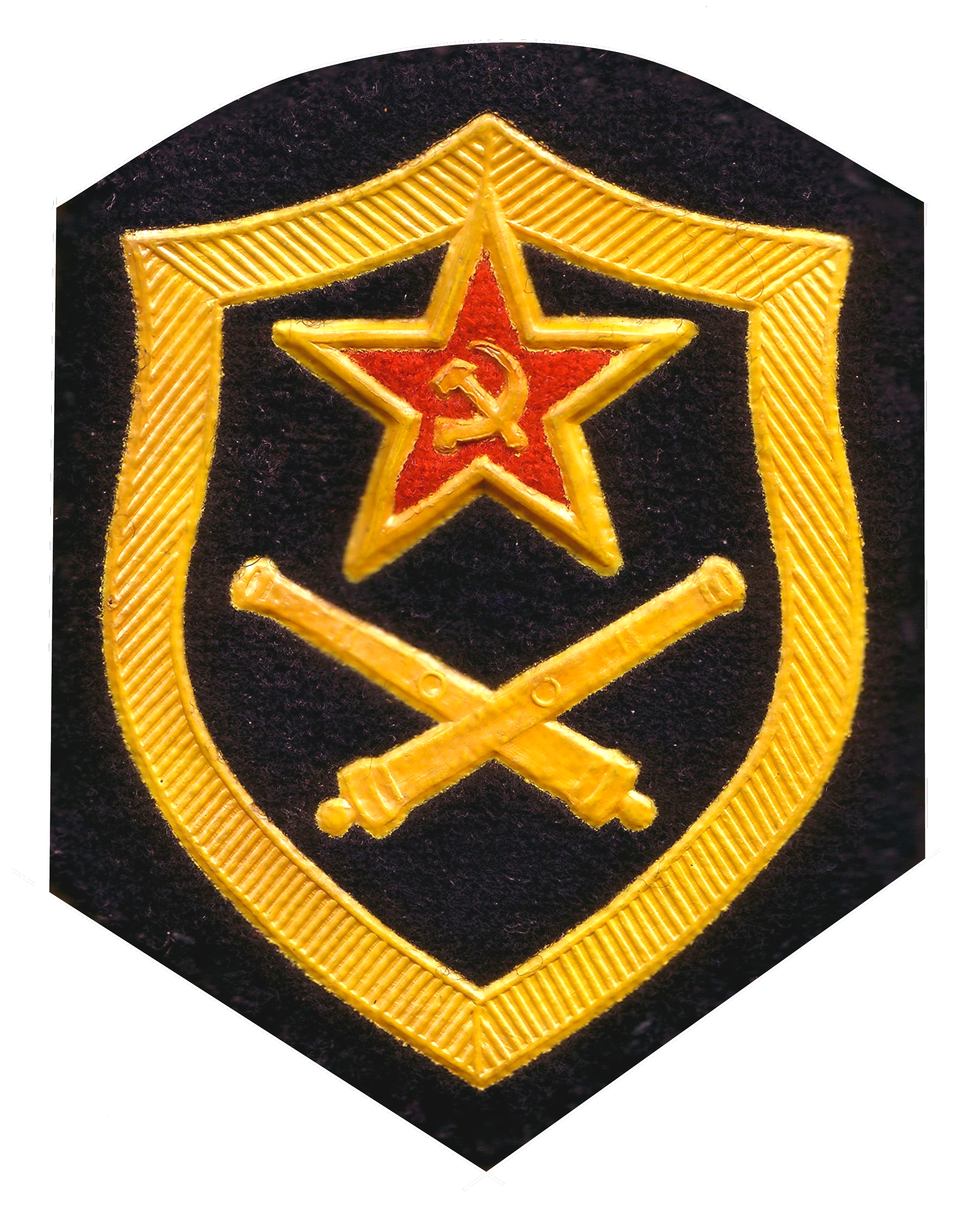
Ракетные войска и артиллерия, в том числе: РВ и А и ЗРВ Сухопутных войск, РВ и А войск ПВО СССР, а также РВСН, войска РКО
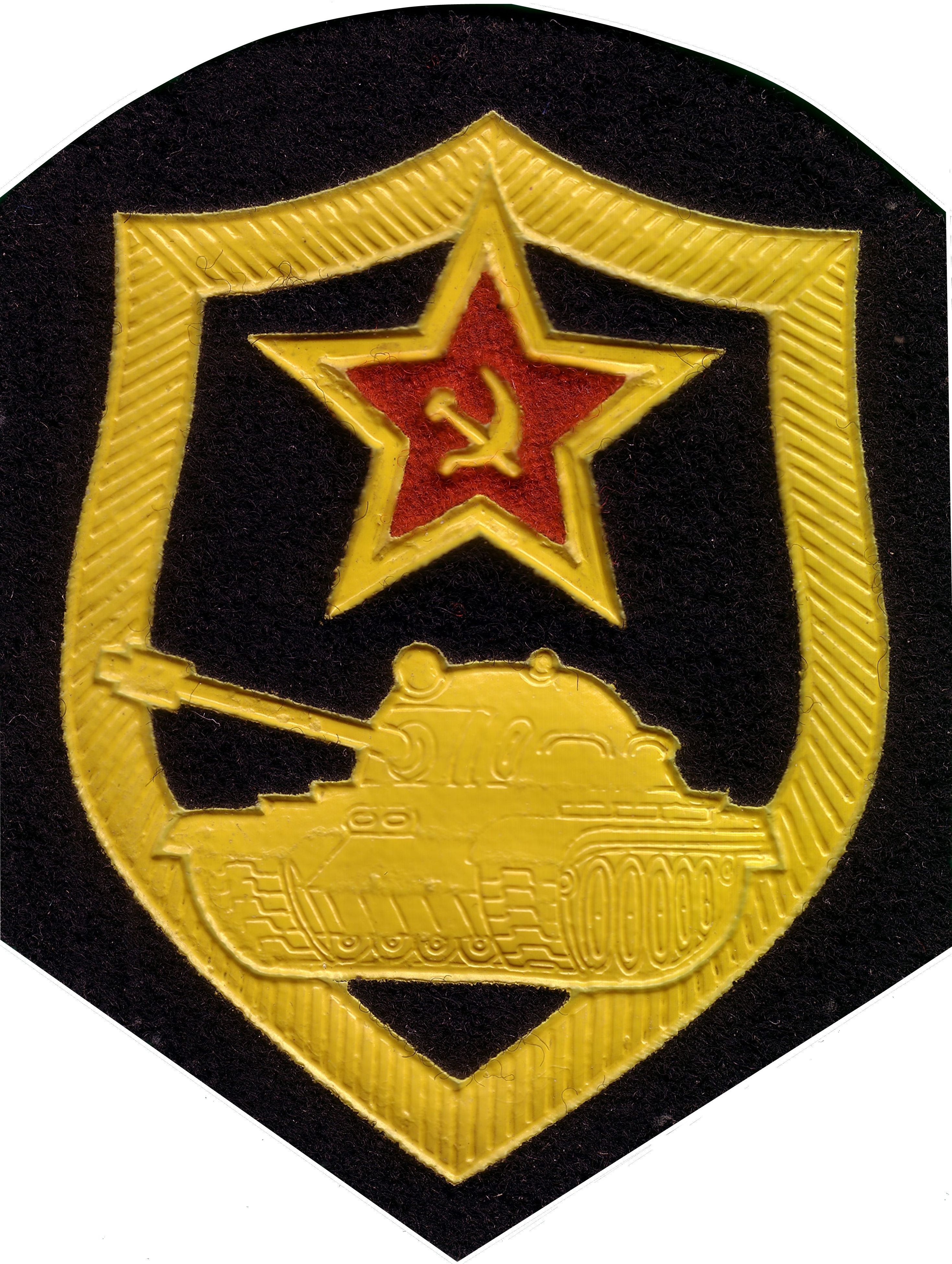
Танковые войска
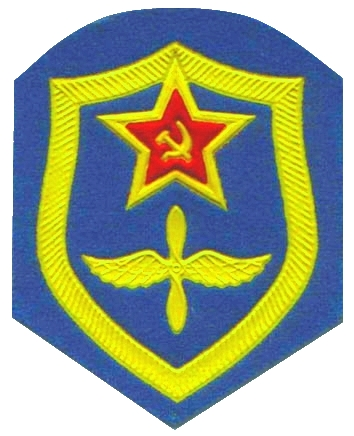
Авиация, в т. ч.: авиация ВВС и войск ПВО (голубой фон)
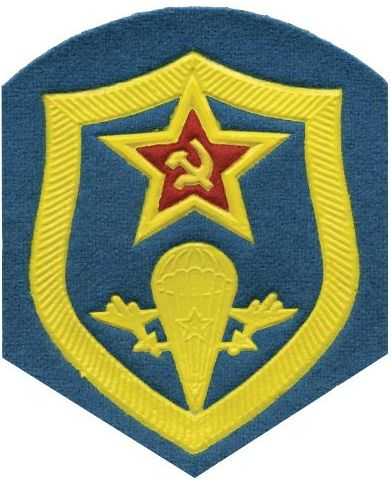
Воздушно-десантные войска (голубой фон)
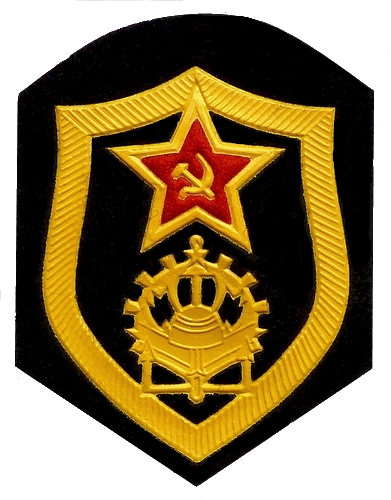
Инженерные войска
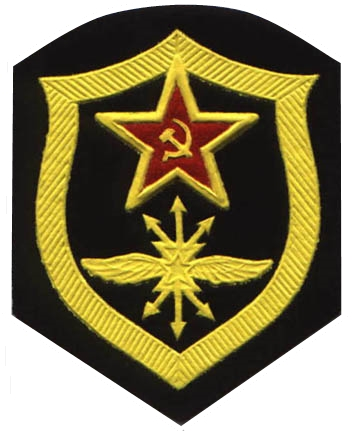
Войска связи и Радиотехнические войска
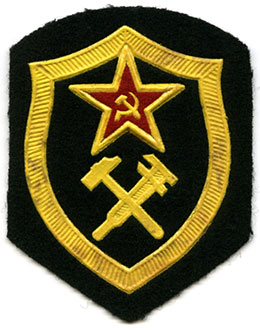
Войска РХБЗ (до 1973 года)
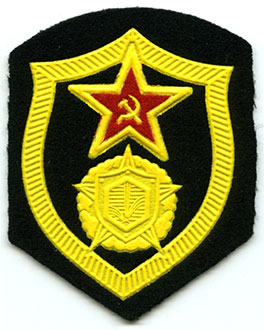
Войска РХБЗ (после 1973 года)
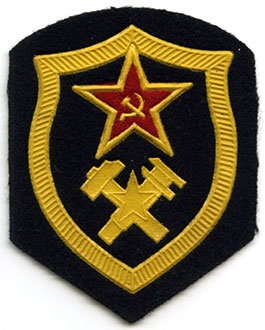
Военно-топографическая служба
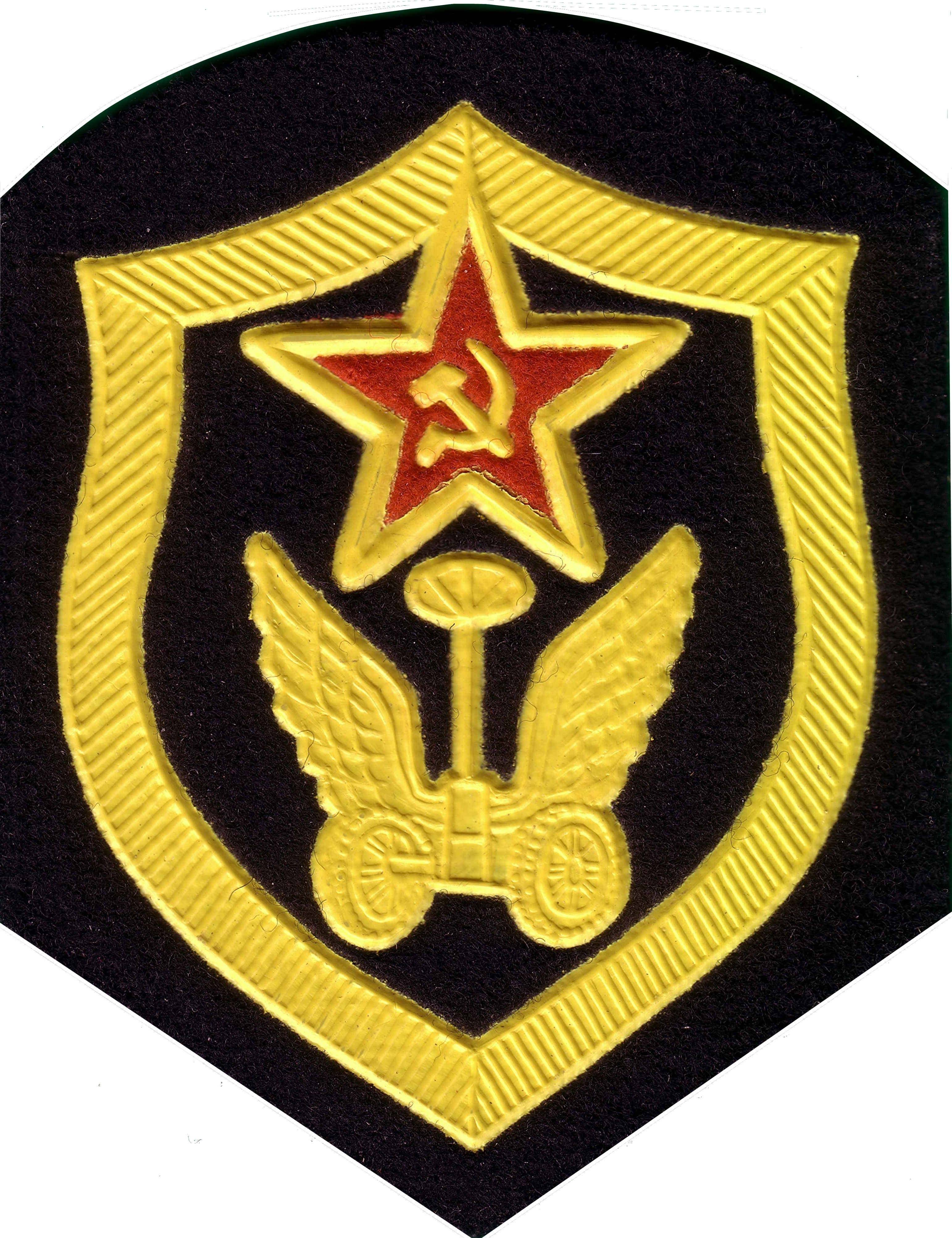
Автомобильные войска и Дорожные войска (до 1988 года)
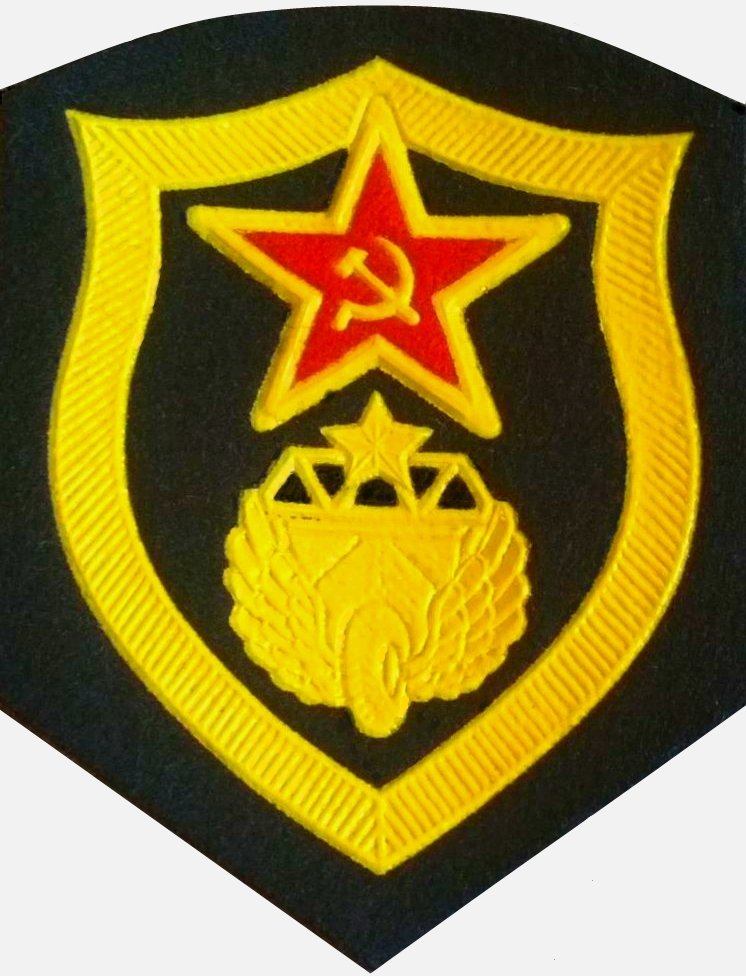
Дорожные войска (после 1988 года)
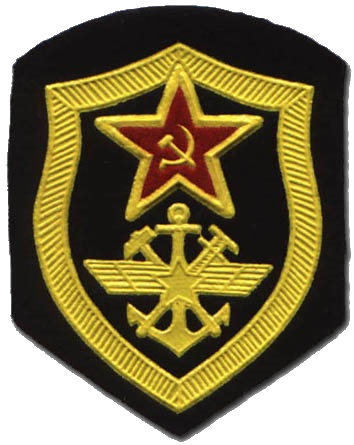
Железнодорожные войска и Служба военных сообщений
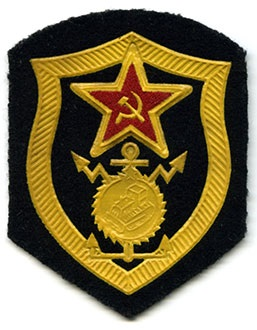
Военно-строительные формирования
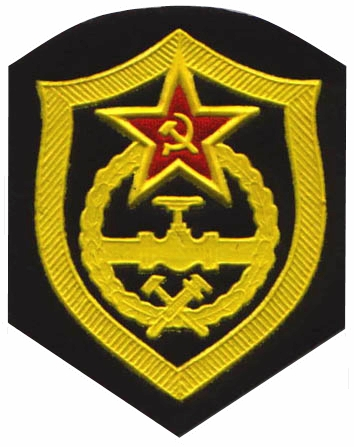
Трубопроводные части
Военно-медицинская и ветеринарная службы (алый фон)
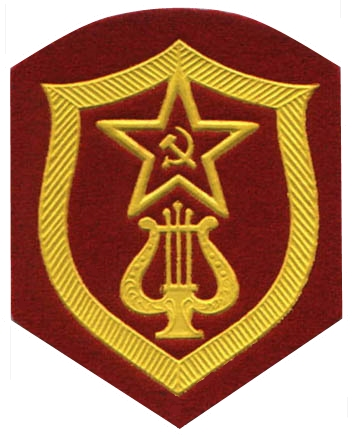
Военные дирижёры и музыканты (алый фон)
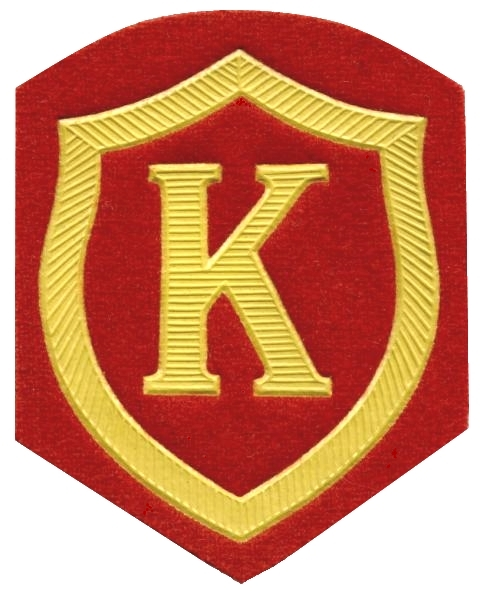
Части и подразделения военной комендатуры (алый фон)
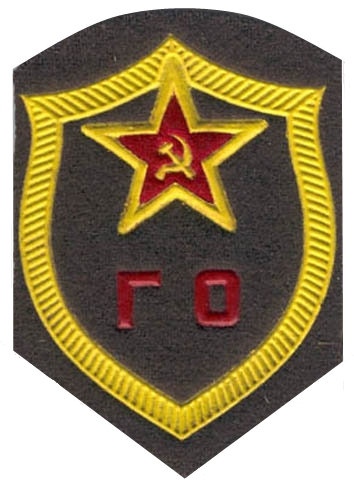
Невоенизированные формирования Гражданской обороны (не относились к ВС СССР; знак являлся не нарукавной, а нагрудной нашивкой подразделений ГО предприятий)

#### Нарукавные нашивки за выслугу
Установлены новые нашивки по годам сверхсрочной службы. Они стали изготовляться в виде угольников (шеврона) из галуна золотистого цвета на клапане из красного (в авиации и воздушно-десантных войсках — голубого) сукна, которые нашивались углом вниз на внешней стороне левого рукава мундира на расстоянии 7 см от верхнего края обшлага.
Длина стороны угольника — 45 мм; расстояние между концами угольника — 90 мм; угол — 150 град;
Нашивки соответствовали:
- одна узкая (6 мм) — 1-му году сверхсрочной службы;
- одна широкая (13 мм) — 5 лет сверхсрочной службы;

За каждый год нашивался один узкий галун, на пять лет нашивался один широкий и далее по одному узкому галуну за каждый последующий год до десяти лет. На десять лет нашиваются два широких галуна и далее узкие.
Расстояния между галунами установлено 3 мм, а от верхнего и нижнего краёв клапана до галуна — 5 мм.

#### Прочие изменения
- 26.06.1969 Указом президиума Верховного совета СССР № 4024-VII введены изменения в знаки различия СА и ВМФ:

Конструкция погон осталась прежней, но в связи с отменой гимнастёрки и введением вместо неё полевого закрытого кителя маршалы, генералы, офицеры и военнослужащие сверхсрочной службы на этом кителе стали носить нашивные погоны вместо съёмных. Старшины, сержанты, солдаты, матросы и курсанты военных и военно-морских училищ на парадно-выходном и повседневном обмундировании также стали носить нашивные погоны. Исключение составляли закрытые кители и синие куртки для военнослужащих Военно-Морского Флота, для которых остались съёмные погоны.

Для парадного и парадно-выходного обмундирования всех генералов устанавливались погоны с полем золотистого цвета, а для сержантов и солдат мотострелковых войск, курсантов высших командных общевойсковых и военно-политических училищ — красные вместо малиновых.

Канты и просветы парадных погон офицеров Советской Армии, имеющих общевойсковые и инженерные звания (кроме авиации и воздушно-десантных войск), устанавливались красные, а для генералов и офицеров интендантской, медицинской, ветеринарной служб и юстиции, а также для офицеров административной службы — малиновые.

Цвет звёзд и звёздочек на парадных погонах всего офицерского состава должен соответствовать цвету поля погон, то есть на погонах с полем золотистого цвета размещались звёзды и звёздочки золотистого цвета, а на погонах с полем серебристого цвета — серебристые.

Звёздочки на парадных и парадно-выходных погонах генералов стали окантовываться шёлком, соответствующим по цвету кантам.

Просветы на повседневных и полевых погонах офицеров устанавливались такого же цвета, как и на парадных. На повседневном обмундировании сержанты, солдаты и курсанты военных училищ стали носить такие же погоны, нашивки и эмблемы на них, как и на парадно-выходном обмундировании, а военнослужащие сверхсрочной службы — повседневные погоны с полем защитного цвета.

На погонах к полевому обмундированию сержантов, солдат и курсантов военных училищ установлены красные нашивки, а эмблемы защитного цвета.

Для парадно-выходных шинелей маршалов, генералов и офицеров Советской Армии установлены погоны с полем стального цвета, а для парадно-выходных шинелей адмиралов, генералов и офицеров Военно-Морского Флота — с чёрным полем. Погоны маршалов и генералов — с кантами установленного цвета для родов войск (служб), адмиралов с кантами золотистого цвета, офицеров — без кантов. Просветы на погонах офицеров (кроме офицеров корабельного состава) — установленного для родов войск (служб) цвета, офицеров корабельного состава — золотистого цвета.
- 29.07.1969 директивой заместителя Министра обороны — начальника Тыла Вооружённых Сил СССР № 164/1/10995 маршалам, генералам, офицерам, военнослужащим сверхсрочной службы и женщинам, принятым на военную службу на должности солдат и сержантов, было разрешено ношение верхней рубашки без кителя вне строя.

### 1971
- 01.02.1971 приказом Министра обороны СССР № 16 из норм снабжения офицеров и офицеров-женщин был исключён плащ из хлопчатобумажной или синтетической ткани и одновременно включено летнее пальто защитного цвета, ранее выдававшееся за плату.
- 07.04.1971 приказом Министра обороны СССР № 68 всем старшим офицерам с 01.05.1971 года было установлено ношение коричневых ботинок и полуботинок при повседневной форме одежды вне строя. Переход на обувь коричневого цвета было приказано осуществить до 01.01.1972.
- 2.08.1971 приказом Министра обороны СССР № 171 в целях улучшения обмундирования курсантов введены шинели из полугрубого сукна (для шинелей офицеров) вместо шинелей из грубошёрстного сукна и верхние рубашки к парадно-выходному мундиру из синтетической ткани (для офицерских рубашек) вместо хлопчатобумажных. Переход на новую форму одежды начать с 01.01.1973. Этим же приказом было установлено ношение нарукавных нашивок по годам обучения на шинелях.
- 07.09.1971 приказом Министра обороны СССР № 193 на снабжение маршалов и генералов было введено утеплённое полевое обмундирование: куртка меховая с верхом из хлопчатобумажной ткани, хлопчатобумажные на шерстяном ватине брюки в сапоги и кожаные сапоги на меху. Куртка однобортная с застёжкой «молния» состояла из верха и съёмного утеплителя с воротником. Верх из хлопчатобумажной ткани — защитного цвета с подкладкой. Утеплитель и воротник — из меховой натуральной овчины. По низу куртки продет пояс с пряжкой. Для поддержания пояса имелись шлёвки. На правой и левой полочках — долевые прорезные карманы с листочкой. Воротник застёгивался крючком за петлю. Спинка со швом посередине. Рукава с ластовицей. Крепление утеплителя к верху производилось при помощи пуговиц. В низках рукавов утеплителя имелись шерстяные трикотажные напульсники. Погоны — нашивные полевые существующего образца.

Брюки (в сапоги) из хлопчатобумажной ткани защитного цвета состояли из двух передних и двух задних половинок, высокого стёганого пояса. Задние половинки — с отрезной нижней частью. На передних половинках — боковые прорезные карманы. На поясе — пять шлёвок, каждая из которых имеет два прохода для продевания ремня. Внизу боковых швов имелись шлицы, застёгивающиеся на пуговицы. В нижней части шаговых швов пришивались штрипки. С наружной стороны пояса пришивались шесть пуговиц для помочей. Подкладка из шёлковой ткани.
Сапоги юфтевые, чёрного цвета, состояли из голенищ, передов и низа. Голенища утеплены специальной тканью, а нижняя часть их и переда — натуральным мехом. Носки сапог жёсткие. Голенища имели задний наружный ремень, застёжку «молния», застяжной ремень с пряжкой и горт с кнопкой. Подошва, стельки, задники, подноски, внутренние подмётки — из кожи. Каблуки — кожаные с резиновыми набойками. Крепление — винтовое.
- 18.11.1971 Указом президиума Верховного совета СССР № 2317-VIII в шкалу званий Вооружённых Сил СССР с 1 января 1972 года добавляется новая категория, стоящая между старшинами и офицерами: «прапорщики и мичманы». В армии в этой категории устанавливается звание «прапорщик», а на флоте вводится старшинское звание «главный корабельный старшина» со знаками различия, установленными ранее для звания «мичман», а для существовавшего до этого звания «мичман» вводятся новые погоны, аналогичные погонам прапорщиков. Утверждены рисунки и описания погон: погоны с полем из вискозного галуна, так называемого, «шахматного» рисунка, образованного плетением нитей:

- на парадно-выходном обмундировании — цветные (в зависимости от рода войск),
- на повседневном и полевом обмундировании (прапорщиков) — защитного цвета.

Вдоль продольной осевой линии погона располагались две звёздочки диаметром 13 мм золотистого цвета и защитного на полевом обмундировании (а также эмблемы, в зависимости от предмета формы одежды, того же цвета).
Расстояние от нижнего края погона до центра первой звёздочки и между центрами звёздочек — 30 мм.
- 18.11.1971 постановлением Совета Министров СССР № 845 для прапорщиков была установлена форма одежды как для военнослужащих сверхсрочной службы с соответствующими знаками различия. Дополнительно для них была введена на снабжение парадно-выходная шинель стального цвета.
- 04.12.1971 приказом Министра обороны СССР № 275 для прапорщиков и мичманов введены нарукавные знаки различия по годам службы. Они стали изготовляться в виде угольников из галуна золотистого цвета на клапане из красного (в авиации и воздушно-десантных войсках — голубого, на полевой форме — зелёного) сукна, которые нашивались углом вниз на внешней стороне левого рукава мундира на расстоянии 7 см от верхнего края обшлага. Длина стороны угольника — 45 мм; расстояние между концами угольника — 90 мм; угол — 150 град;

Расстояния от верхнего и нижнего краёв клапана до галуна — 5 мм.
Нашивки соответствовали:
- за каждый год от одного до пяти лет — нашивался один галун,
- от пяти до девяти лет — выше галуна нашивалась звезда золотистого цвета,
- десять лет и свыше — выше галуна нашивались две звезды золотистого цвета.

### 1972
20.04.1972 приказом Министра обороны СССР № 88 для всех офицеров и прапорщиков Советской Армии было установлено ношение ботинок (полуботинок) коричневого цвета. Переход на новую обувь было приказано осуществить в период с 01.05.1972 по 01.07.1973.
01.06.1972 началось производство кокард и эмблем на головные уборы маршалов и генералов из анодированного алюминия вместо кокард из томпака (ОСТ В17-102-71, TB ВНК № 3713).
20.11.1972 приказом Министра обороны СССР № 245 для маршалов и генералов был установлен закрытый полевой китель взамен открытого и разрешено ношение при повседневной форме одежды вне строя лакированных коричневых полуботинок.

Китель полевой — шерстяной защитного цвета, однобортный, закрытый, с отложным воротником, застёгивающимся крючком на петлю. Полочки — с поперечными прорезными карманами с клапанами. На левом борту пять петель, на правом — пять форменных пуговиц защитного цвета. Рукава — с прямыми обшлагами. Спинка — со швом посередине. На воротнике — шитьё защитного цвета длиной 8 см. По краю воротника и обшлагов — кант голубого цвета. Погоны — нашивные защитного цвета.

### 1973
С 01.01.1973 нарукавные знаки по годам службы для прапорщиков и мичманов, а также нашивки по годам обучения для курсантов военных училищ стали изготавливаться из поливинилхлоридной плёнки золотистого цвета.

Эмблема на фуражку для солдат, сержантов и курсантов военных училищ стала изготавливаться цельноштампованной.
22.01.1973 заместитель Министра обороны — начальник Тыла Вооружённых Сил СССР генерал армии С. К. Куркоткин подписал доклад Министру обороны Маршалу Советского Союза А. А. Гречко, в котором говорилось:
«В настоящее время сержанты и солдаты срочной службы […] носят на погонах парадно-выходных мундиров и шинелей буквы „СА“ металлические.

На погонах повседневных кителей ношение букв „СА“ не предусмотрено.

В соответствии с Вашими указаниями об украшении повседневных погон сержантов, солдат […] полагал бы целесообразным установить ношение букв „СА“ и на цветных погонах повседневных кителей. При этом размер букв целесообразно уменьшить с 32 мм до 25 мм, а расстояние от нижнего края погона до основания букв „СА“ увеличить с 15 мм до 25 мм.

В целях избежания больших дополнительных расходов на изготовление металлических букв „СА“ в дальнейшем буквы „СА“ на погоны шинелей и кителей повседневных изготавливать из поливинилхлоридной плёнки, оставив металлические буквы „СА“ существующего образца только на парадно-выходном мундире.

Переход на ношение повседневных кителей с буквами „СА“ на погонах возможно осуществить в течение 1973-74 годов[…]».

На следующий день, 23 января 1973 года Министр обороны подписал приказ № 16, в котором собственноручно исправил сроки перехода на новые погоны, вычеркнув 1974 год.
На погоны солдат и сержантов были введены две литеры «СА» — на парадные мундиры металлические и пластиковые на шинель и повседневную форму.
Для отличения солдат и сержантов армии от матросов, сержантов и старшин флота на флоте вводились литера «Ф» или по флотам «СФ», «ТФ», «БФ», «ЧФ», а также военнослужащих внутренних войск, погранвойск и частей КГБ — литеры «ВВ», «ПВ», «ГБ» соответственно.
Погоны и петлицы на парадной и повседневной форме солдат, сержантов стали цветными с нашивками жёлтого (золотистого) цвета. Погоны цвета хаки с красными нашивками остались только на полевой солдатской и сержантской форме. У курсантов — погоны одинаковые на всех видах формы.
Сразу же возникла проблема с погонами военнослужащих срочной службы в звании «старшина»: галун почти полностью закрывал буквы «СА». Поэтому старшины прикрепляли на погоны металлические буквы или вырезали буквы из полихлорвиниловой плёнки и наклеивали их поверх галуна.
13.02.1973 приказом Министра обороны СССР № 41 для офицеров медицинской службы, проходящих службу в воинских частях, соединениях и военных училищах ВВС и авиации войск ПВО страны было установлено ношение формы одежды авиации с эмблемами медицинской службы на петлицах и погонах.
03.04.1973 литера «К» была введена на погоны курсантов военных училищ (приказ Министра обороны СССР № 81-73г.). Буква из анодированного алюминия золотистого цвета высотой 30 мм располагалась на расстоянии 25 мм от нижнего края погона до нижнего края буквы.

### 1974
С 01.01.1974 приказом Министра обороны СССР № 250 от 01.12.1973 вводятся новые «Правила ношения военной формы одежды военнослужащими Советской Армии и Военно-Морского Флота», в связи с чем утрачивают силу действия следующих нормативных документов:
- Приказ Министра обороны СССР 1969 г. № 191.
- Приказ Министра.обороны СССР 1972 г. № 88.
- Приказ Министра обороны СССР 1973 г. № 16.
- Приказ Министра обороны СССР 1973 г. № 41.
- Приказ Министра обороны СССР 1973 г. № 81.
- Пункт 4 приказа Министра обороны СССР 1972 г. № 92 и приложение № 2 к этому приказу.
- Пункт 2 приложения к приказу Министра обороны СССР 1972 г. № 170.
- Пункты 2, 3 и 4 приказа Министра обороны СССР 1972 г. № 171 и приложение № 2 к этому приказу.
- Пункт 4 приказа Министра обороны СССР 1972 г. № 245 и приложение № 2 к этому приказу.

Указом Президиума Верховного Совета СССР от 01.11.1974 изменяются знаки различия звания «Генерал армии». Вместо четырёх генеральских звёзд в один вертикальный ряд для них вводится одна большая звезда, как у маршалов родов войск. На месте эмблем родов войск у генералов армии помещается шитая общевойсковая эмблема. Кроме изменения погон, генералам армии была дана на галстук маршальская звезда, которую ранее имели только маршалы Советского Союза, маршалы и главные маршалы родов войск. Аналогично меняются знаки различия адмирала флота.

### 1980
В 1980 году в категорию «Прапорщики и мичманы» добавляется новое звание «Старший прапорщик» и «Старший мичман» на флоте. Он носил три звёздочки в вертикальный ряд.

### Сводная информация по погонам

#### Повседневные погоны
Расцветки погон для солдат, сержантов, курсантов и прапорщиков:
- мотострелковые войска (общевойсковые) — красный;
- авиация, ВДВ, инженерно-аэродромные части и в/ч 57275 (ГУКОС) — голубой;
- все остальные рода войск — чёрный.

Расцветка просветов и кантов для младших, старших и высших офицеров:
- авиация, ВДВ, инженерно-аэродромные части и в/ч 57275 — голубой;
- все остальные рода войск — красный.

#### Полевые погоны
С декабря 1956 года полевые погоны офицеров утратили цветные канты, а просветы на полевых погонах вместо цвета бордо (командного состава) и коричневых (всех остальных) стали едиными для всех категорий офицеров, но цветом по роду войск:
- мотострелки и общевойсковые — зелёный;
- артиллерия, бронетанковые войска — зелёный;
- авиация — зелёный;
- все технические войска — зелёный.
- военная медицина — зелёный.

## Таблица "Воинские и Флотские звания в Вооружённых Силах СССР 1969—1991"
| Солдаты                            | Солдаты       | Солдаты        | Сержанты            | Сержанты            | Сержанты         | Сержанты                                               | Сержанты                                               | Прапорщики      | Прапорщики              | Младшие офицеры   | Младшие офицеры | Младшие офицеры   | Младшие офицеры   | Старшие офицеры    | Старшие офицеры    | Старшие офицеры    | Высшие офицеры | Высшие офицеры    | Высшие офицеры    | Высшие офицеры         | Высшие офицеры         | Высшие офицеры         | Высшие офицеры         | Высшие офицеры         | Высшие офицеры         | Высшие офицеры         | Высшие офицеры         | Высшие офицеры                 |
| ---------------------------------- | ------------- | -------------- | ------------------- | ------------------- | ---------------- | ------------------------------------------------------ | ------------------------------------------------------ | --------------- | ----------------------- | ----------------- | --------------- | ----------------- | ----------------- | ------------------ | ------------------ | ------------------ | -------------- | ----------------- | ----------------- | ---------------------- | ---------------------- | ---------------------- | ---------------------- | ---------------------- | ---------------------- | ---------------------- | ---------------------- | ------------------------------ |
| Погоны к парадной форме одежды CB  |               |                |                     |                     |                  | до 1963                                                | с 1963                                                 | с 1971          | с 1981                  |                   |                 |                   |                   |                    |                    |                    |                |                   |                   | до 1974                | до 1974                | до 1974                | до 1974                | с 1974                 | с 1974                 | с 1974                 | с 1974                 |                                |
| Погоны к парадной форме одежды CB  | Генерал армии |                |                     |                     |                  | до 1963                                                | с 1963                                                 | с 1971          | с 1981                  |                   |                 |                   |                   |                    |                    |                    |                |                   |                   |                        |                        |                        |                        |                        |                        |                        |                        |                                |
| Погоны к парадной форме одежды CB  |               |                |                     |                     |                  | до 1963                                                | с 1963                                                 | с 1971          | с 1981                  |                   |                 |                   |                   |                    |                    |                    |                |                   |                   |                        |                        |                        |                        |                        |                        |                        |                        |                                |
| Звание                             | Рядовой       | Ефрейтор       | Младший сержант     | Сержант             | Старший сержант  | Старшина                                               | Старшина                                               | Прапорщик       | Старший прапорщик       | Младший лейтенант | Лейтенант       | Старший лейтенант | Капитан           | Майор              | Подполковник       | Полковник          | Генерал-майор  | Генерал-лейтенант | Генерал-полковник | Маршал                 | Маршал                 | Маршал                 | Маршал                 | Главный маршал         | Главный маршал         | Главный маршал         | Главный маршал         |                                |
| Звание                             | Рядовой       | Ефрейтор       | Младший сержант     | Сержант             | Старший сержант  | Старшина                                               | Старшина                                               | Прапорщик       | Старший прапорщик       | Младший лейтенант | Лейтенант       | Старший лейтенант | Капитан           | Майор              | Подполковник       | Полковник          | Генерал-майор  | Генерал-лейтенант | Генерал-полковник | артиллерии             | бронетанковых войск    | инженерных войск       | войск связи            | артиллерии             | бронетанковых войск    | инженерных войск       | войск связи            |                                |
| Погоны к парадной форме одежды BBC |               |                |                     |                     |                  | до 1963                                                | с 1963                                                 | с 1971          | с 1981                  |                   |                 |                   |                   |                    |                    |                    |                |                   |                   |                        |                        |                        |                        |                        |                        |                        |                        |                                |
| Звание                             | Рядовой       | Ефрейтор       | Младший сержант     | Сержант             | Старший сержант  | Старшина                                               | Старшина                                               | Прапорщик       | Старший прапорщик       | Младший лейтенант | Лейтенант       | Старший лейтенант | Капитан           | Майор              | Подполковник       | Полковник          | Генерал-майор  | Генерал-лейтенант | Генерал-полковник | Маршал авиации         | Маршал авиации         | Маршал авиации         | Маршал авиации         | Главный маршал авиации | Главный маршал авиации | Главный маршал авиации | Главный маршал авиации | Маршал Советского Союза        |
| Матросы                            | Матросы       | Матросы        | Старшины            | Старшины            | Старшины         | Старшины                                               | Старшины                                               | Мичманы         | Мичманы                 | Младшие офицеры   | Младшие офицеры | Младшие офицеры   | Младшие офицеры   | Старшие офицеры    | Старшие офицеры    | Старшие офицеры    | Высшие офицеры | Высшие офицеры    | Высшие офицеры    | Высшие офицеры         | Высшие офицеры         | Высшие офицеры         | Высшие офицеры         | Высшие офицеры         | Высшие офицеры         | Высшие офицеры         | Высшие офицеры         | Высшие офицеры                 |
| Погоны к парадной форме одежды     |               |                |                     |                     |                  | до 1963                                                | с 1963                                                 | с 1971          | с 1981                  |                   |                 |                   |                   |                    |                    |                    |                |                   |                   | до 1974                | до 1974                | до 1974                | до 1974                | с 1974                 | с 1974                 | с 1974                 | с 1974                 |                                |
| Погоны к повседневной форме одежды |               |                |                     |                     |                  | до 1963                                                | с 1963                                                 | с 1971          | с 1981                  |                   |                 |                   |                   |                    | до 1974            | до 1974            | до 1974        | до 1974           | с 1974            | с 1974                 | с 1974                 | с 1974                 |                        |                        |                        |                        |                        |                                |
| Нарукавные знаки различия          | -             | -              | -                   | -                   | -                | -                                                      | -                                                      | -               | -                       |                   |                 |                   |                   |                    |                    |                    |                |                   |                   |                        |                        |                        |                        |                        |                        |                        |                        |                                |
| Звание                             | Матрос        | Старший матрос | Старшина 2-й статьи | Старшина 1-й статьи | Главный старшина | Мичман (до 1971) Главный корабельный старшина (с 1971) | Мичман (до 1971) Главный корабельный старшина (с 1971) | Мичман (с 1971) | Старший мичман (с 1981) | Младший лейтенант | Лейтенант       | Старший лейтенант | Капитан-лейтенант | Капитан 3-го ранга | Капитан 2-го ранга | Капитан 1-го ранга | Контр-адмирал  | Вице-адмирал      | Адмирал           | Адмирал флота (с 1962) | Адмирал флота (с 1962) | Адмирал флота (с 1962) | Адмирал флота (с 1962) | Адмирал флота (с 1962) | Адмирал флота (с 1962) | Адмирал флота (с 1962) | Адмирал флота (с 1962) | Адмирал Флота Советского Союза |